# Cachan
Pour les articles homonymes, voir Cachan (homonymie).
Cachan est une commune française située dans le département du Val-de-Marne en région Île-de-France.
Ses habitants sont appelés les cachanais(es).

## Géographie

### Localisation
Cachan est une commune du Hurepoix.

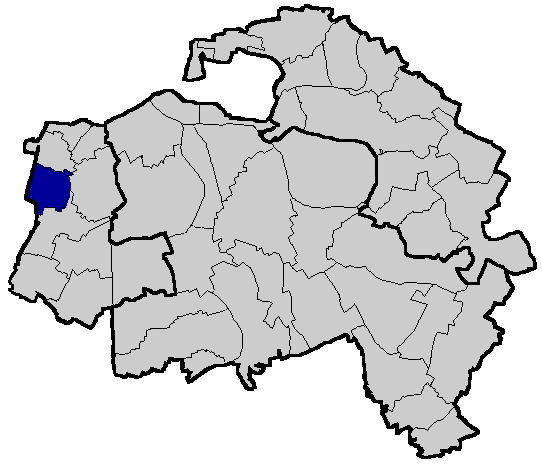
Localisation de Cachan dans le Val-de-Marne.

Elle est située dans la proche banlieue sud de Paris, à deux kilomètres des portes d'Orléans et d'Italie et à 7,4 kilomètres au sud de la cathédrale Notre-Dame de Paris.
La commune s'étend sur toute la largeur de la vallée de la Bièvre, d'un coteau à l'autre. Au sommet du coteau, le parc panoramique offre une vue quasi exhaustive de la commune ainsi qu'une belle vue sur les ponts-aqueducs de Médicis et de la Vanne et sur le sud-ouest de Paris avec la Tour Eiffel.

### Communes limitrophes
|                | Arcueil |                 |
| Bagneux        | Cachan  | Villejuif       |
| Bourg-la-Reine |         | L'Haÿ-les-Roses |

### Géologie, relief et hydrographie
La commune située dans la vallée de la Bièvre entre le plateau de Longboyau à l'est et celui de Châtillon à l'ouest a une superficie de 2,7 km2, une altitude minimum de 42 mètres, maximum de 111 mètres.
Son territoire fait partie du bassin parisien formé à l'époque tertiaire.
De nombreuses carrières ont existé au nord de la commune.
Les romains avaient choisi cette partie de la vallée pour construire le pont-aqueduc qui permettait à l'eau, captée à Wissous, de la franchir pour rejoindre Lutèce.
La partie amont de la Bièvre à partir du territoire de l'Haÿ-les-Roses fut recouverte en 1910 jusqu'au moulin de Cachan. Son parcours correspond à l’avenue de la Division-Leclerc, passe sous les ensembles d’immeubles entre cette avenue et l’avenue de Lattre-de-Tassigny puis sous cette avenue et gagne le moulin dont la rue du Moulin-de-Cachan conserve le souvenir.
À partir de ce moulin, la Bièvre se divisait en deux bras.
- Le bras vif en ligne droite dans l’axe de l’actuelle rue du Parc-de-Cachan, passait sous la place Eustache-Descamps, à l’arrière de la rue Cousté, s’orientait à gauche, croisait cette rue, puis la rue du Docteur-Hénouille et longeait la rue du Fief-des-Arcs jusqu’à l’aqueduc.
- Le bras mort entre l’avenue Dumotel et l’avenue Camille-Desmoulins (ZAC Desmoulins). Cette partie recouverte en 1952 a été mise en valeur en 2006 par la promenade paysagère des Rives de Bièvre comprenant un petit tronçon mis en eau.

Les deux bras se rejoignaient à l’entrée d’Arcueil sous l’aqueduc. Les deux bras sont réunis et enterrés en 1900 de la rue Guichard jusqu'à Arcueil.
Le passage de la Bièvre et son rôle dans l’économie locale sont rappelés par des panneaux sur l'ensemble de l'ancien cours des deux bras : en 1900 130 blanchisseries étaient en activité à Cachan et encore 75 en 1937.

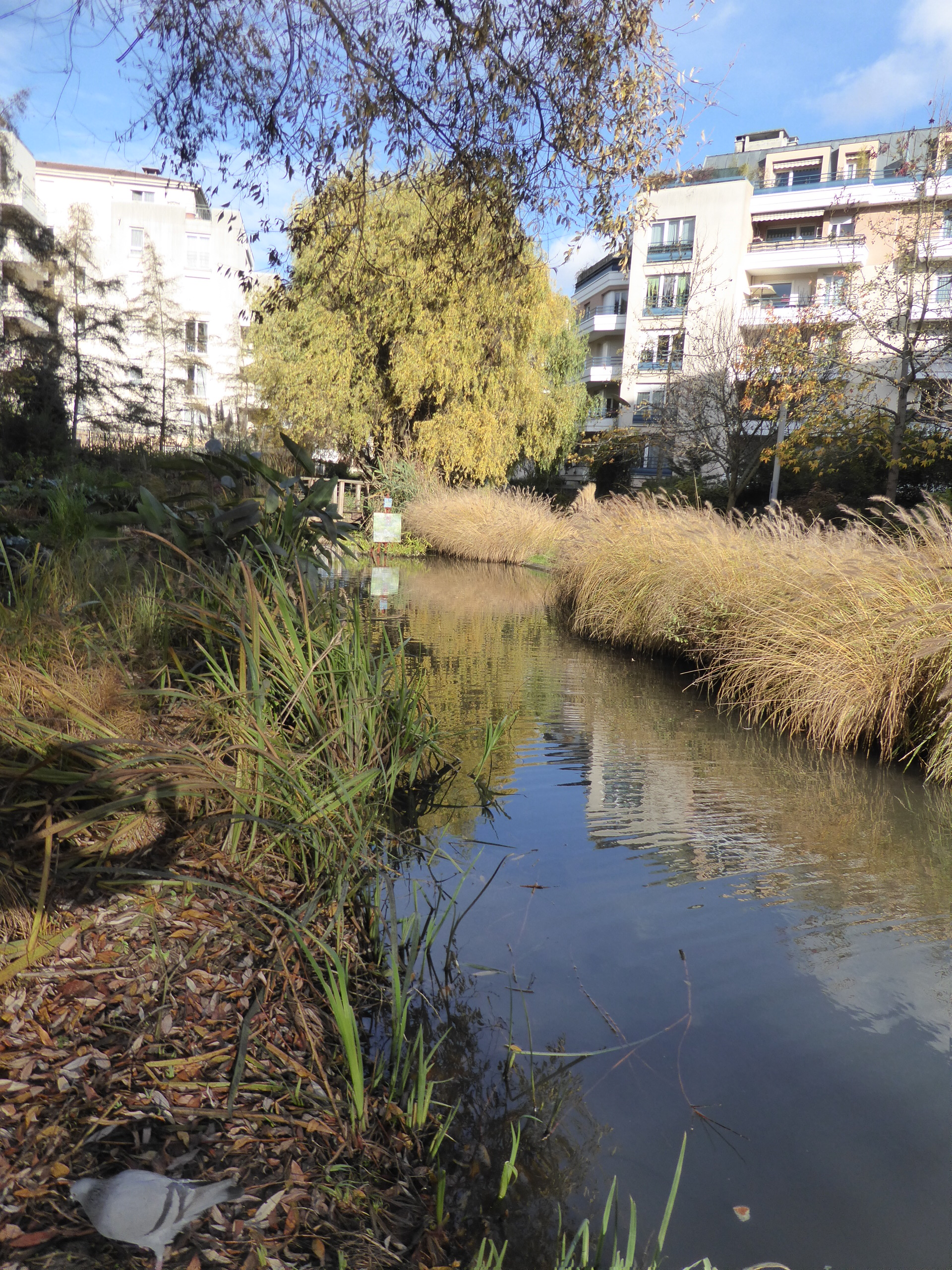
Bièvre en eau.
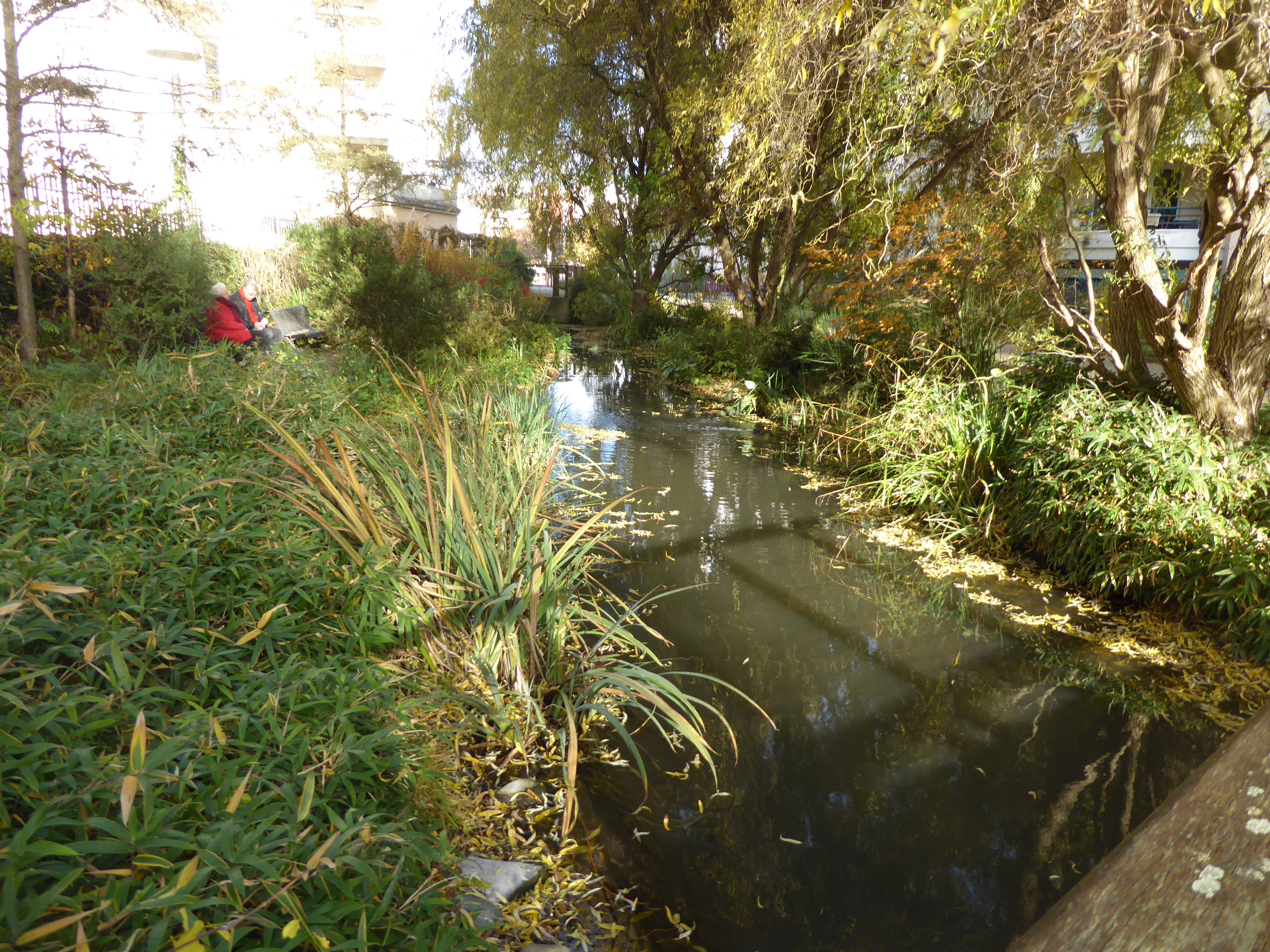
Remise en eau.
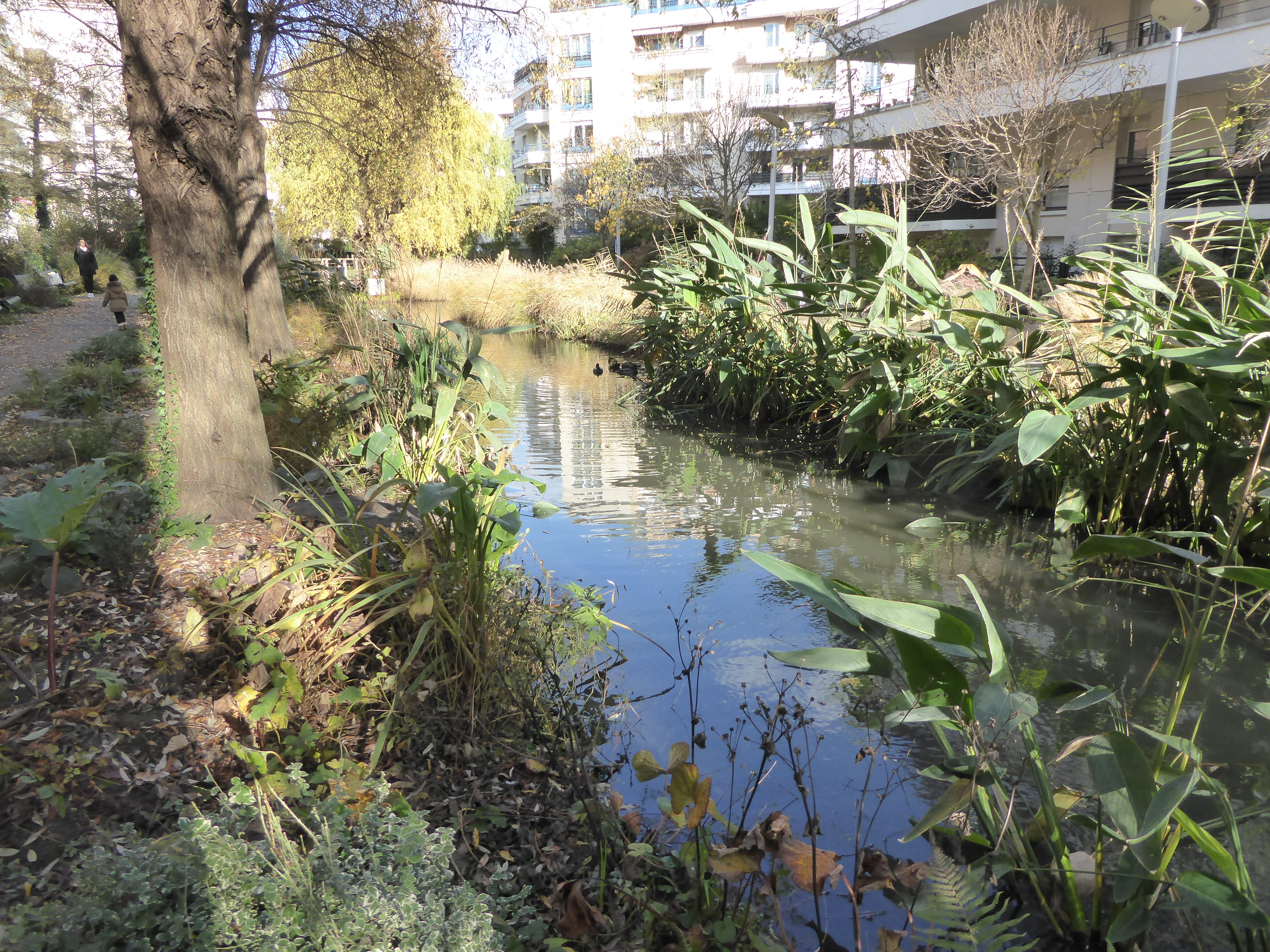
Bièvre retrouvée.
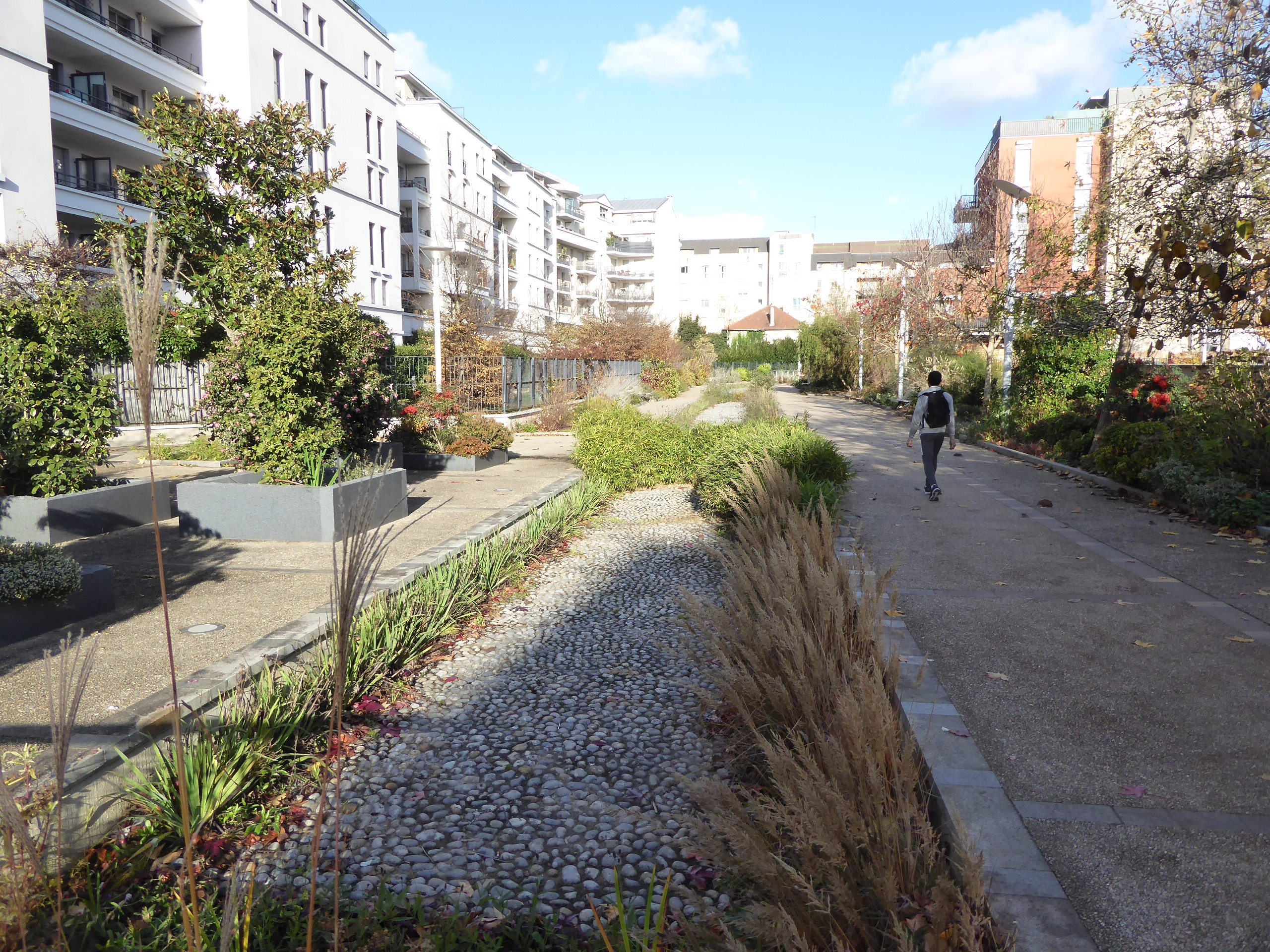
Rives de Bièvre.
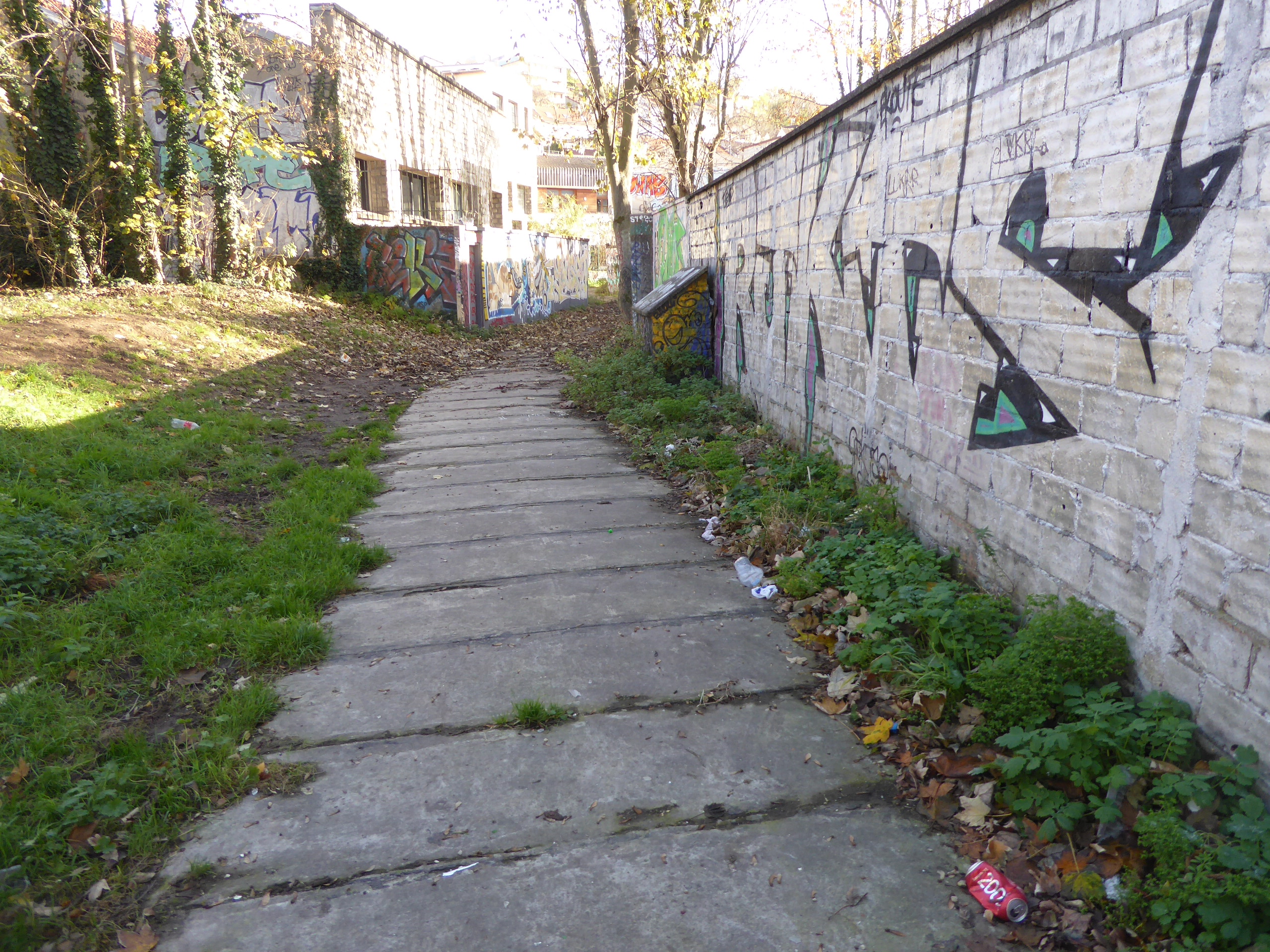
Bièvre recouverte rue Cousté.
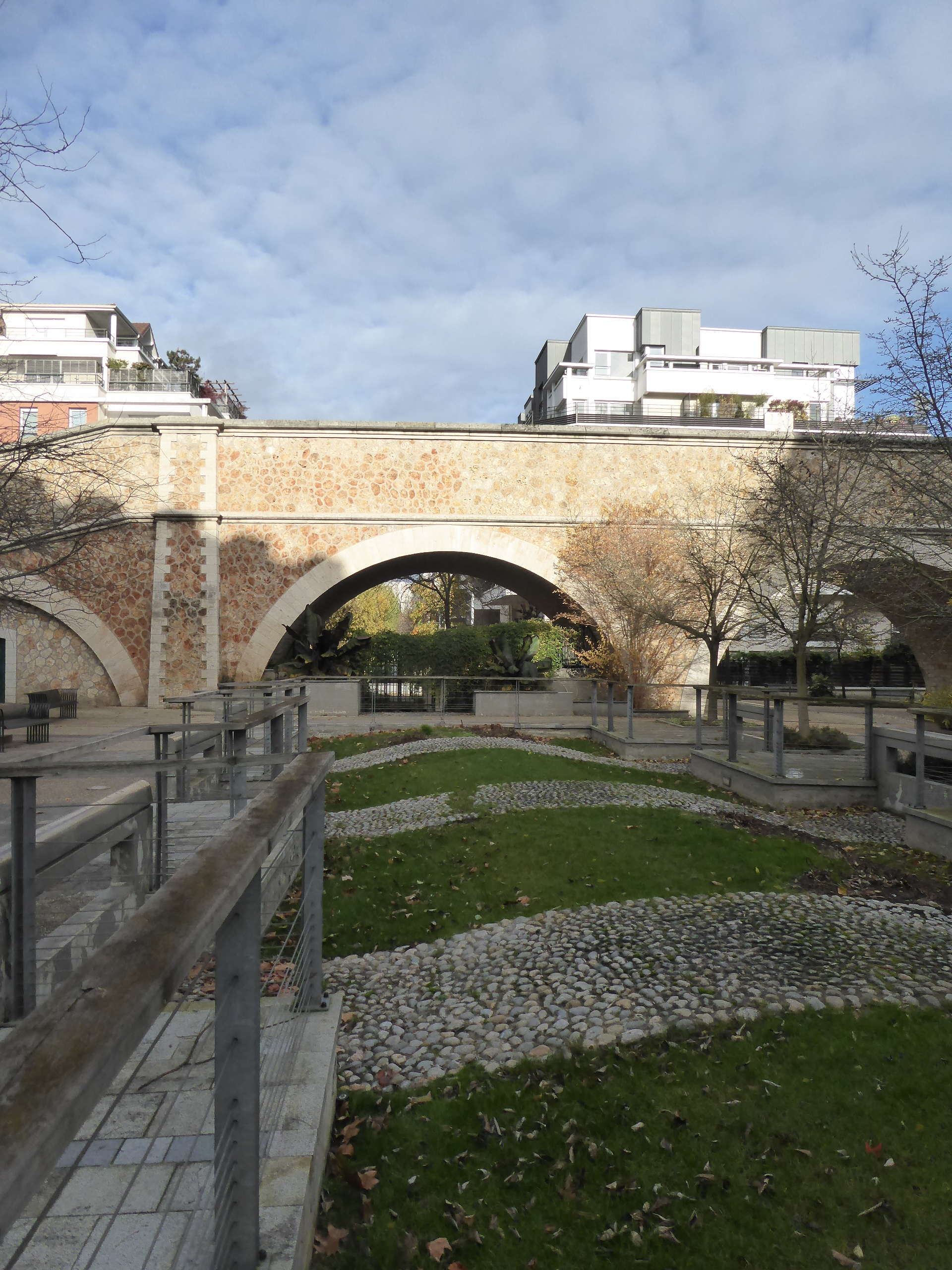
Promenade des Rives de Bièvre au sud de l'aqueduc.

### Climat
Pour des articles plus généraux, voir Climat de l'Île-de-France et Climat du Val-de-Marne.
En 2010, le climat de la commune est de type climat océanique dégradé des plaines du Centre et du Nord, selon une étude du CNRS s'appuyant sur une série de données couvrant la période 1971-2000. En 2020, Météo-France publie une typologie des climats de la France métropolitaine dans laquelle la commune est exposée à un climat océanique altéré et est dans la région climatique  Sud-ouest du bassin Parisien, caractérisée par une faible pluviométrie, notamment au printemps (120 à 150 mm) et un hiver froid (3,5 °C). 
Pour la période 1971-2000, la température annuelle moyenne est de 11,9 °C, avec une amplitude thermique annuelle de 15,3 °C. Le cumul annuel moyen de précipitations est de 654 mm, avec 10,8 jours de précipitations en janvier et 7,8 jours en juillet. Pour la période 1991-2020, la température moyenne annuelle observée sur la station météorologique la plus proche, située à Choisy-le-Roi à 6 km à vol d'oiseau, est de 12,7 °C et le cumul annuel moyen de précipitations est de 607,2 mm,. Pour l'avenir, les paramètres climatiques de la commune estimés pour 2050 selon différents scénarios d'émission de gaz à effet de serre sont consultables sur un site dédié publié par Météo-France en novembre 2022.

### Voies de communication et transports

#### Voies routières
- Route nationale N 20 (aujourd'hui, RD 920, reliant Paris - Porte d'Orléans à la frontière franco-espagnole d'un seul trait. Elle a été, sur une partie de son parcours, remplacée par l'autoroute A20 afin de permettre le désenclavement du Massif central).

#### Transports en commun
- Ligne B du RER :
  - Gare d'Arcueil - Cachan
  - Gare de Bagneux
- Future ligne 15 du métro de Paris : 
  - Arcueil - Cachan (en construction)
- Bus : Réseau de bus RATP et réseau de bus Valouette en journée et Noctilien la nuit.

## Urbanisme

### Typologie
Au 1er janvier 2024, Cachan est catégorisée grand centre urbain, selon la nouvelle grille communale de densité à sept niveaux définie par l'Insee en 2022.
Elle appartient à l'unité urbaine de Paris, une agglomération inter-départementale regroupant 407  communes, dont elle est une commune de la banlieue,,. Par ailleurs la commune fait partie de l'aire d'attraction de Paris, dont elle est une commune du pôle principal,. Cette aire regroupe 1 929 communes,.

### Morphologie urbaine
Les quartiers de la ville sont :
- le Centre-ville,
- le Coteau,
- la Cité-Jardins,
- la Plaine-la Prairie,
- la Grange Ory,
- Saint Jean,
- les Lumières,

### Logement
Cachan compte 10 828 résidences principales réparties comme suit :
- 23 % de pavillons,
- 75 % de logements collectifs,
- 2 % de structures d'hébergement spécifique,
- 44 % des habitants sont propriétaires,
- 53 % des habitants sont locataires,
- 3 % hébergés ou logés à titre gratuit.

Le parc social représente 3 729 résidences principales. Il est composé
de logements allant du F1 au F5. En termes de typologie, les F3 représentent 44 % du parc social, les logements de type 4 et 5 étant peu nombreux.
Cachan compte onze bailleurs sociaux :
- dont trois offices publics : Cachan-Habitat OPH (aujourd'hui Valdevy, après la fusion avec Opaly, puis les OPH de Vitry-sur-Seine et Villejuif) qui gère un patrimoine de 2043 logements (1431 logements OPH + 612 SAIEM, soit 52 % de l’offre sociale communale), Valophis (800 logements soit 21 % de l’offre sociale communale) et Paris-Habitat.
- dont huit SA HLM : I3F, Efidis, Batigère, Aximo, OGIF, Osica, La Sablière, Moulin Vert.

### Projets d'aménagements
Le raccordement au réseau de chaleur alimenté par la géothermie continue à s'étendre. Un forage sub-horizontal, technique inédite dans ce domaine, est utilisé en 2018 pour augmenter les capacités du réseau exploité par Dalkia.
En 2005, la dalle du marché de la Plaine et le parc de stationnement souterrain qu'elle surmonte ont été réaménagés.
Le théâtre Jacques Carat et ses 587 places a été entièrement rénové en 2017. 
Un écoquartier « Cachan Pluriels » est en construction autour de la gare RER Arcueil-Cachan, qui accueillera le Grand Paris Express.

## Toponymie
Le nom de la localité est attesté sous la forme Caticantus en 829.
Il s'agit d'une formation toponymique celtique (gauloise),.
Le second élément -chan représente le mot gaulois *cantos (passé au latin sous la forme canthus chez Quintilien) « brillant, hauteur », ou plutôt « cercle (de la roue), cerclage »,. Il se perpétue dans le français chant « côté » (cf. expression à chant) et le breton cant « cercle », gallois cant « bord d'un cercle ». En toponymie cet élément se retrouve pareillement en seconde position dans Larchant (Seine-et-Marne, Liricantus vers 1040) et en première position dans Chantôme (Indre, Cantomagus).
En revanche, le premier élément Ca- (< Cati-) est plus obscur, peut-être le gaulois catu- « combat » que l'on retrouve dans Caen et Cahors, bien que la forme Cati- au lieu de *Catu- semble s'y opposer.
En 1894, ce lieu-dit de la commune d'Arcueil a pris une telle importance que son nom est rattaché à celui de la commune pour former désormais un unique bloc : Arcueil-Cachan. C'est en 1922 que les habitants de Cachan obtiennent la séparation des deux bourgs et que Cachan devient une commune autonome[réf. nécessaire].

## Histoire

### La préhistoire
La plus ancienne trace humaine identifiée dans les parages de l'actuelle commune de Cachan concerne un habitat situé sur l'emplacement approximatif de la redoute des Hautes-Bruyères (aujourd'hui à Villejuif), non loin de la Fontaine Couverte (Pezée) sur le Coteau de Cachan. Les vestiges de ce village néolithique ont été découverts en 1896.
Le site, élevé, des Hautes-Bruyères, sur le plateau de Longboyau séparé de celui de Châtillon par la largeur de la vallée de la Bièvre, soit cinq kilomètres environ, est topographiquement une position de choix, tant pour la surveillance que pour la défense du flanc sud de Paris. Site fortifié pendant la guerre de 1870, une redoute y fut édifiée qui conserva une importance stratégique et demeura utilisée à des fins militaires jusqu'au dernier conflit mondial.
"Le grand nombre d'instruments lithiques trouvés dans ce site donne à penser que la population y fut relativement dense, davantage sur le versant de la fortification, au-dessus de Cachan".
Il a été soutenu que la source principale captée aujourd'hui sous le nom de Fontaine Couverte (ou Fontaine Pezée), expliquait la naissance de la cité actuelle. L'agglomération se serait légèrement déplacée à l'époque protohistorique, par suite d'une tendance générale des hommes à s'établir non plus sur les lieux élevés, mais à flanc de colline.
La collectivité humaine aurait ainsi quitté le Plateau des Hautes-Bruyères, trop exposé au ruissellement et aux intempéries, pour se regrouper autour de la source.
Telle était l'hypothèse de Camille Jullian. Jusqu'à présent, aucun vestige d'habitation, aucun objet susceptible de prouver l'installation permanente des néolithiques dans le voisinage de « La Fontaine Couverte » n'ont été découverts.
D'ailleurs, l'antique village dut demeurer longtemps sur son aire initiale. Deux raisons majeures l'y déterminaient :
1) Son étendue en limite des champs de culture de ses habitants, lesquels pouvaient surveiller et, au besoin, défendre leurs récoltes ;
2) L'avantage de sa situation sur le chemin de crête qui, au bord du plateau, surplombant le lit de la rivière, desservait les hameaux ou villages de l'Hay, Chevilly, la Rue, Fresnes et Villejuif. L'existence de cette voie très ancienne a été reconnue.
Cela, jusqu'à ce qu'un chemin de pénétration dans la vallée de la Bièvre eût été pratiqué (au plus tôt à l'époque de l'occupation romaine de la Gaule) le village néolithique se maintint sur la hauteur.

### L'époque romaine
Le berceau d'Arcueil-Cachan dut se constituer dans le voisinage du pont-aqueduc romain, ouvrage dont la garde et l'entretien nécessitaient, sur place, une collectivité de manœuvres ouvriers, fontainiers et agents. D'autre part, pour construire leur aqueduc, desservir les chantiers et permettre la circulation des matériaux et des hommes (carriers, glaisiers, briquetiers, maçons, charretiers, charrons, forgerons, etc.), les Romains créèrent des voies d'accès parallèles. Or, les deux plus anciennes de nos voies locales, la Rue Émile-Raspail à Arcueil (ancienne Grande Rue) et la rue des Tournelles à Cachan (ancienne Grande Rue) d'appellation identique, suivent assez précisément le tracé de l'antique rigole, ce qui autorise à penser que ces deux chemins ont été ouverts au moment de la construction romaine.
Cachan possède, sur son territoire, les seuls vestiges d'un pont-aqueduc de l'ancienne Lutèce : deux massifs de maçonnerie engagés dans les bâtiments de la maison Renaissance. Après avoir traversé la commune de L'Haÿ-les-Roses, l'aqueduc suivant la rive droite de la Bièvre, pénétrait sur le territoire de Cachan, longeant à peu près parallèlement la rue des Vignes. Il faisait ensuite un brusque coude vers l'ouest, traversait la route départementale de Paris à Bourg-la-Reine, profitait d'un défilé de la Bièvre connu sous le nom caractéristique de Longboyau, pour passer sur les voûtes d'un pont-aqueduc de la rive droite à la rive gauche de la rivière ; il pénétrait ensuite dans Arcueil vers Paris.

### Le Moyen Âge
Les plus anciens textes attestent l'existence de ce hameau. Le premier document qui consacre l'existence historique de la terre de Cachan est daté de 829. C'est un acte de confirmation des biens de l'abbaye de Saint Germain des Prés par Louis le Pieux et Lothaire. Cette charte fut renouvelée en 872 par Charles le Chauve.
L'historien l'abbé Lebeuf a prétendu que Pépin le Bref avait un palais à Cachan. Un document accrédite sa thèse : c'est un diplôme de Louis le Bègue datant de 878. On trouve, des allusions à Cachan en 1309, divers arrêts du Parlement dont l'un en présence du Roi. Plusieurs ordonnances royales furent datées de Cachan.
Il faut croire que l'ancien château avait quelque importance, présentait certains charmes, puisque Eustache Deschamps, poète du XIVe siècle, s'enthousiasma pour ce manoir au point de proclamer que, de tous les lieux plaisants, aucun ne saurait lui être comparé.
Les vers de Deschamps, seuls, permettent de se faire une idée de ce château disparu, autour duquel s'étendaient plusieurs jardins allant jusqu'aux rives de la Bièvre. Le cours d'eau, au clair murmure, avait été soigneusement aménagé pour la pêche, avec maints réservoirs à poissons. Au-delà des vignes étagées sur le coteau, et dont le vin était servi au personnel et à la garnison du château, des bois giboyeux et proches ajoutaient un attrait à ce lieu enchanteur. Les prés, alternant avec les grasses terres, les granges débordantes des produits d'une culture facilitée par une judicieuse irrigation, les grands arbres et les arbrisseaux.
Cachan, comme toute la banlieue sud, eut à souffrir de la guerre de Cent Ans. Le mardi 7 avril 1360, le roi d'Angleterre reprit sa marche sur Paris avec le gros de son armée, se hâtant d'occuper les points culminants de la partie sud ouest, entre la rive gauche de la Seine et le cours de la Bièvre.
Jean le Bon agrandit le manoir royal de Cachan par l'acquisition, en 1353, moyennant 4 000 écus d'or, d'une terre appartenant à Jeanne de Trie, veuve de Charles de Chambly. Peu après, cette terre fut constituée en apanage : elle échut alors au duc de Berry qui en fit don à Louis d'Anjou, par un acte daté du 8 juillet 1317.
Le domaine de Cachan passa de Louis II à Louis III, son fils, en 1417 ; puis, en 1439, à Charles d'Anjou par héritage de son frère René, roi de Sicile. Ensuite, il fut aux mains de divers particuliers que l'on ne peut identifier, mais, un siècle plus tard, on trouve encore mention de l'« Hostel du Roi », et, en 1555, un lieu-dit s'appelait les Grands Rois.
Une légende veut que Bertrand Du Guesclin ait habité Cachan. Le seul document qui existe, attestant la propriété d'un « hôtel » à Cachan par le Connétable est un acte de donation, par ce dernier, de ladite possession au duc Louis d'Anjou (8 juillet 1377).
On ignore si Charles VI y séjourna, le 19 avril 1381, premier vendredi après Pâques. Sacré depuis six mois à peine, le roi avait alors treize ans ; il vint à Cachan, chez son oncle, le duc d'Anjou, auquel appartenait le château.
Ainsi, le souvenir du domaine royal de Cachan s’est maintenu pendant six siècles consécutifs.

### LesXVIeetXVIIesiècles
Si, au temps de Ronsard, Cachan fut choisi comme un but de promenade par les écoliers de l'Université de Paris et par les poètes de la Pléiade, à cause de la beauté du site, des vestiges de l'aqueduc romain et de la fraîcheur de la Fontaine Couverte, le village eut à pâtir des horreurs de la guerre civile. En 1562, le prince de Condé fit occuper Arcueil et Cachan par ses lansquenets qui vécurent sur le pays avant de le piller ; les Cachanais durent, par prudence, se réfugier dans la chapelle du château.
En 1589, Henri IV vint mettre le siège devant Paris. Ses troupes attaquèrent par la porte Saint-Jacques ; de même que les autres bourgades environnantes, Cachan fut victime de nombreuses dévastations.
Du XVIIe siècle, l'histoire a gardé de meilleurs souvenirs, quoique la municipalité de Paris, pendant les combats de la Fronde, ait suscité la panique en enjoignant aux Cachanais de démolir leurs ponts.
D'autre part, l'approvisionnement en eau potable de la rive gauche de Paris où, depuis la détérioration de la canalisation romaine, l'eau ne se trouvait plus qu'au fond de puits de vingt à vingt cinq mètres de profondeur. Afin de pourvoir à l'alimentation du quartier de l'Université, en accroissement démographique, Henri IV et Sully ordonnèrent de rechercher les sources du plateau de Longboyau ; Sully acheta plusieurs champs à Rungis, en 1609, mais l'assassinat du roi fit tout arrêter.
Heureusement, Marie de Médicis, qui avait acquis l'hôtel du Luxembourg et les terrains contigus pour y édifier un palais, reprit le projet. La construction du pont-aqueduc d'Arcueil-Cachan fut décidée sur les plans et dessins de Thomas Franchini, « Conducteur des Fontaines du Roy ». Les travaux d'adduction pont-aqueduc compris, furent adjugés à Jehan Coing, maître maçon à Paris.
Les 13 et 17 juillet 1613, Louis XIII vint à Cachan, à l'occasion de la pose de la première pierre du grand regard à Rungis. Les narrations des visites du jeune Roi à Cachan prouvent que le château de l'endroit était assez vaste pour recevoir une centaine de seigneurs, compagnons ou familiers du monarque.
Quelques détails qui ont leur importance :
En 1671, les eaux du Coteau de Cachan furent introduites dans l'aqueduc sous réserve de concession d'un pouce d'eau par jour au domaine des moines de Saint-Germain.
Un document conservé aux Archives Nationales nous fournit un état des maisons situées dans la seigneurie de Cachan en 1694 outre le château, la ferme attenante, le pressoir et les bergeries, on compte 18 maisons appartenant à divers propriétaires : quelques-unes sont qualifiées « grandes », d'autres « petites ».

### LeXVIIIesiècle

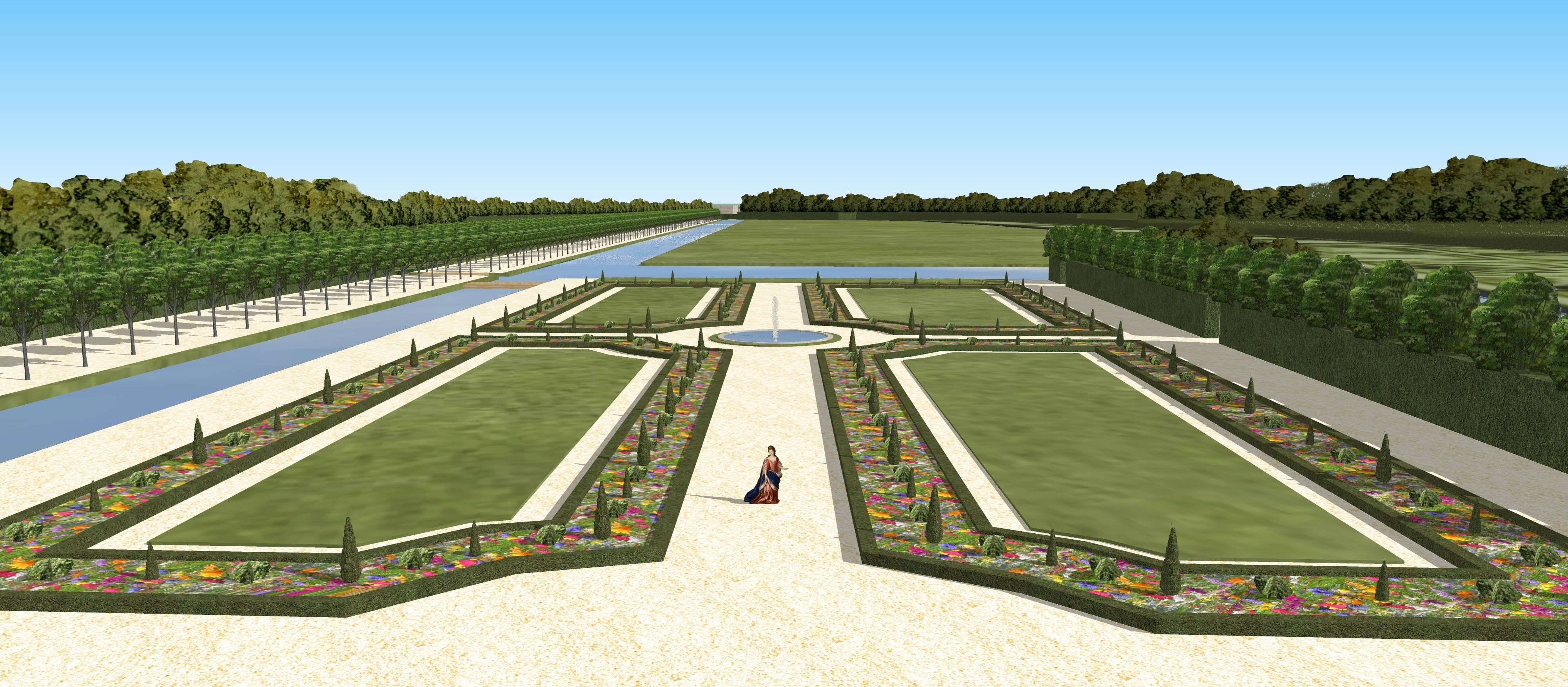
Vue restituée du parterre de Cachan depuis le premier étage du château, début du XVIIIe siècle.

Les biens de l'abbaye de Saint Germain des Prés à Cachan étaient indépendants du domaine royal situé en ce lieu. Un état de 1706 nous renseigne sur les possessions des moines bénédictins qu'il évalue à 183 arpents et demi. Au cours du XVIIIe siècle, les religieux affermèrent leurs terres et bâtiments agricoles à des laïcs. Ils se réservèrent le château qui avait été deux siècles plus tôt, la résidence préférée de leurs abbés. Ce château avait été bâti par le cardinal de Tournon (1490 1562). À la fin du XVIIe siècle, la propriété consistait « en un très beau parc depuis la route d'Orléans jusqu'à la Seigneurie », en un château comprenant cuisine, salle à manger, fontaine, grande salle, chapelle, six chambres de maîtres. Le château de Cachan fut confisqué lors de la Révolution, mis en vente en 1791 et démoli sous la Restauration. Quelques dépendances subsistèrent, dont un petit pavillon, encore visible en 1955, date de sa destruction.
On a longtemps dit que Camille Desmoulins avait habité Cachan. Le tribun vint seulement s'y promener en compagnie de Lucile, propriétaire à Bourg-la-Reine ; dans sa dernière lettre à son épouse, la nuit précédant son exécution, il évoqua les heures vécues ensemble à Cachan.

### LeXIXesiècle
Au recensement qui eut lieu en 1801 : Arcueil-Cachan comptait 1126 habitants. Le développement industriel et l'extension de Paris allaient bientôt accroître la densité démographique.
De grandes transformations eurent lieu à partir de l'Empire. En 1811, le vieux cimetière attenant à l'Église paroissiale d'Arcueil fut transféré chemin du Bateau, sur Cachan ; c'est notre cimetière communal. La viabilité, fort défectueuse, fut améliorée ; vers 1825/26, construction d'un pont à l'extrémité de la rue Hénouille ; enlèvement des ordures dans les deux principales rues ; cession officielle de 15 300 litres d'eau aux habitants de Cachan en 1843 et édification d'une fontaine publique place Gambetta, en 1845 ; réglementation des constructions en bordure de la Bièvre en 1852 ; création de l'égout latéral à la rivière. Les moyens de transport furent modernisés : ligne ferroviaire avec station Arcueil-Cachan (1848) ; chemin de fer sur route de Paris à Arpajon ; mise en viabilité de la route de l'Hay (1880). Pose d'une boîte aux lettres et création d'un bureau de tabac, place de Cachan.
En 1884, ouverture d'une école « maternelle publique et laïque », rue Bronzac, fréquentée, en 1899 par 123 enfants. Une cabine téléphonique fut installée rue C. Desmoulins. À la veille de la guerre de 1870, le pont aqueduc de la Vanne, long de 990 m, haut de 38 m, était presque achevé.

#### Guerre de 1870, prise et reprise de la redoute des Hautes-Bruyères
Toute la banlieue sud eut à pâtir du premier conflit franco-allemand. Le 8 septembre 1870, les habitants de Cachan, qui risquaient de se trouver sous les feux des artilleries françaises et allemandes, furent invités à rentrer dans l'enceinte de Paris et à brûler les approvisionnements qu'ils ne pouvaient emporter. 
Les Prussiens s'emparèrent de la redoute des Hautes-Bruyères, le 19 septembre. Le 23, elle fut reprise. Le 30, Cachan fut occupée par les Prussiens. Le 
7 octobre, les Français, descendant tout à coup des Hautes Bruyères, délogèrent l'ennemi, lequel évacua les lieux après avoir vidé les caves, brûlé les meubles.
Une batterie d'artillerie fut installée dans la propriété de Benjamin Raspail, parallèlement à la rue Marcel-Bonnet.

### Le début duXXesiècle
Au début du XXe siècle, la principale industrie de Cachan était la blanchisserie avec 130 établissements en 1900, une centaine en 1927 et encore 75 en 1937. Ces entreprises qui employaient une main d'œuvre en majorité féminine étaient relativement importantes, une dizaine de salariés pour la plupart, certaines jusqu'à 40. L'eau de la Bièvre trop polluée n'était plus utilisée mais puisée par des pompes dans la nappe phréatique. Les eaux usées étaient déversées dans la rivière. Les blanchisseurs allaient prendre le linge à domicile pour la plus grande partie à Paris et le ramenaient lavé et repassé.

### Création de la commune de Cachan
La commune de Cachan date du 26 décembre 1922. Elle était auparavant un hameau puis un quartier d'Arcueil. L'étymologie de son nom est discutée. Les diverses interprétations du latin Caticantus sont toutes conjecturales et les spécialistes de la toponymie consultés ont préféré s'abstenir plutôt que de se risquer à de nouvelles suppositions.
Depuis 1894, Arcueil est devenue Arcueil-Cachan. La ville compte alors 7 064 habitants et fête près de 200 naissances par an. C'est une commune encore largement rurale, dominée par l'activité économique des 150 blanchisseurs et des maraîchers qui ont pris la relève des vignerons.
Dès 1911, les habitants de Cachan réclament une séparation d'avec Arcueil et l'obtiennent avec un projet de loi présenté à l'Assemblée nationale le 26 décembre 1922.
En 1923, Amédée Picard devient le premier maire de Cachan. Ces années d'entre deux guerres sont celles de la modernité, conduite par Léon Eyrolles. L'éclairage public se généralise, le réseau d'assainissement se développe, on inaugure un marché aux comestibles. Les quartiers se transforment, avec le lotissement du Coteau et les premiers projets autour du Pont Royal. Les édifices publics voient le jour : la mairie, inaugurée en 1935 ainsi que trois écoles (Coteau, Belle Image et Paul Doumer). Au recensement de 1931, la ville compte 12 790 habitants. La guerre de 1939-1945 et l'occupation amènent pénurie, rationnement et répression, mais la résistance s'organise.
En 1945, la ville compte 15 156 habitants.
Aux élections de 1953, Jacques Carat est élu. Il restera 45 ans à la tête de la commune et inaugure une période de transformation de Cachan. Les premières acquisitions foncières de 1954 annoncent la naissance du quartier La Plaine, suivie un an plus tard de la création de l'Office municipal de HLM. On multiplie les ouvertures de crèches et de classes, les créations de rues, les élargissements de voies.
En 1962, Cachan compte 23 282 habitants. Parallèlement, l'École Normale Supérieure de Cachan inaugure son campus et confère à la ville un statut de pôle universitaire avec l'École spéciale des travaux publics, créée par Léon Eyrolles en 1891.
S'ouvre alors une décennie consacrée à la culture et aux loisirs : premiers grands spectacles de théâtre et de variétés, premier salon d'arts plastiques, ouverture du cinéma la Pléiade et de la piscine, implantation de l'IUT. Après la transformation de la Cité-jardins et des quartiers de La Plaine et de La Prairie entamée au début des années soixante, les deux décennies suivantes sont celles de la rénovation du centre ville. Les équipements publics continuent aussi de se développer : agrandissements et rénovations d'écoles, construction du stade Léo-Lagrange et des tennis à Dumotel, ouverture du parc Raspail, inauguration de la bibliothèque du centre ville et de la Maison Renaissance (aujourd’hui conservatoire de musique), modernisation du théâtre, des centres socioculturels...
Dans le même temps, l'implantation d’entreprises importantes marque Cachan.
Pour ses 70 ans, la ville a un centre ville transformé et l'on projette le futur quartier Desmoulins.
En 1998, Jacques Carat démissionne et remet son écharpe de maire à Jean Yves Le Bouillonnec, premier adjoint depuis 1992.
En 1999, Cachan compte 25 300 habitants.

### L'affaire des «squatters» de Cachan
Courant août 2006, plusieurs centaines d'immigrés d'Afrique subsaharienne majoritairement en situation régulière sont expulsés d'un bâtiment appartenant au Crous de Créteil sur le campus de l'École normale supérieure. Le bâtiment était alors désaffecté en vue d'une prochaine démolition. Les personnes se retrouvant dans la rue malgré une proposition de relogement d'un mois, le maire de Cachan souhaite apaiser les choses en les relogeant exceptionnellement dans le gymnase d'une école. L'affaire est d'autant plus complexe qu'ils souhaitent être relogés dans un même lieu. Le dossier se complique ensuite avec l'arrivée au gymnase d'autres personnes sans rapport avec les « squatters de Cachan ». La préfecture annonce qu'elle limitera ses offres de relogement à 102 familles soit environ 220 personnes, mais la mairie recense 516 occupants dans le gymnase. Le 6 septembre 2006, Lilian Thuram et Patrick Vieira créent une polémique en invitant, pour un match de football, certains de ces expulsés. Initiative approuvée par certaines associations telle que SOS Racisme mais critiquée par certains hommes politiques de droite comme Philippe de Villiers. Mercredi 4 octobre 2006, Patrick Gaubert et Dominique Sopo, président de SOS Racisme ainsi que Pierre Henry, directeur général de France terre d'asile, acceptent une mission de médiation à la demande de Nicolas Sarkozy, ministre de l'Intérieur. Selon le ministère de l'Intérieur et les explications de Claude Guéant, cette mission aurait débuté plusieurs jours avant l'annonce faite à la presse, voir Le Monde et Le Figaro.
Un an après l'affaire des « squatters de Cachan », la plupart des personnes ont pu obtenir soit un logement provisoire, soit un titre de séjour. Les associations comme France terre d'asile soulignent que le gouvernement a donné des titres de séjour à 231 des occupants.
Plus anecdotiquement, il semble que Cachan ait été le point de départ de la plaisanterie des boîtes aux lettres roses qui se répandit à Montmartre.

## Politique et administration

### Rattachements administratifs et électoraux
Antérieurement à la loi du 10 juillet 1964, la commune faisait partie du département de la Seine. La réorganisation de la région parisienne en 1964 fit que la commune appartient désormais au département du  Val-de-Marne et à son arrondissement de L'Haÿ-les-Roses, après un transfert administratif effectif au 1er janvier 1968.
Pour l'élection des députés, elle fait partie de la onzième circonscription du Val-de-Marne.
À sa création en 1922, elle faisait partie du canton de Villejuif. Lors de la mise en place, elle devient le chef-lieu du canton de Cachan. Dans le cadre du redécoupage cantonal de 2014 en France, ce canton, dont la commune est désormais le bureau centralisateur, est modifié, passant de une à deux communes.
En matière judiciaire, la commune dispose d'une maison de la justice et du droit et d'un pôle de médiation. Elle fait partie du ressort du tribunal d'instance de Villejuif ainsi que des tribunaux de grande instance, de commerce et du conseil de prud'hommes de Créteil.

### Intercommunalité
La commune était membre de la communauté d'agglomération de Val de Bièvre, créée le 1er janvier 2000.
Dans le cadre de la mise en œuvre de la volonté gouvernementale de favoriser le développement du centre de l'agglomération parisienne comme pôle mondial est créée, le 1er janvier 2016, la métropole du Grand Paris (MGP), dont la commune est membre.
La loi portant nouvelle organisation territoriale de la République du 7 août 2015 prévoit également la création de nouvelles structures administratives regroupant les communes membres de la métropole, constituées d'ensembles de plus de 300 000 habitants, et dotées de nombreuses compétences, les établissements publics territoriaux (EPT).
La commune a donc également été intégrée le 1er janvier 2016 à l'établissement public territorial Grand-Orly Seine Bièvre, qui a intégré l'ancienne communauté d'agglomération de Val de Bièvre.

### Tendances politiques et résultats
Élections municipales de 2014,.
- Maire sortant : Jean-Yves Le Bouillonnec (PS)
- 35 sièges à pourvoir au conseil municipal (population légale 2011 : 28 404 habitants)
- 9 sièges à pourvoir au conseil communautaire (communauté d'agglomération de Val de Bièvre)

| Tête de liste  | Tête de liste            | Liste            | Premier tour | Premier tour | Second tour | Second tour | Sièges | Sièges |
| Tête de liste  | Tête de liste            | Liste            | Voix         | %            | Voix        | %           | CM     | CC     |
| -------------- | ------------------------ | ---------------- | ------------ | ------------ | ----------- | ----------- | ------ | ------ |
|                | Jean-Yves Le Bouillonnec | PS-PCF-PRG       | 3 688        | 45,52        | 3 722       | 45,47       | 26     | 7      |
|                | Alfred Spehner           | UMP-UDI          | 2 257        | 27,86        | 2 373       | 28,99       | 5      | 1      |
|                | Thierry Didier           | EELV-PG-Ensemble | 2 156        | 26,61        | 2 089       | 25,52       | 4      | 1      |
|                |                          |                  |              |              |             |             |        |        |
| Inscrits       | Inscrits                 | Inscrits         | 16 447       | 100,00       | 16 447      | 100,00      |        |        |
| Abstentions    | Abstentions              | Abstentions      | 7 934        | 48,24        | 7 997       | 48,62       |        |        |
| Votants        | Votants                  | Votants          | 8 513        | 51,76        | 8 450       | 51,38       |        |        |
| Blancs et nuls | Blancs et nuls           | Blancs et nuls   | 412          | 4,84         | 266         | 3,15        |        |        |
| Exprimés       | Exprimés                 | Exprimés         | 8 101        | 95,16        | 8 184       | 96,85       |        |        |

### Administration municipale
La municipalité gère notamment la gestion en régie directe plusieurs services à la population comme la restauration scolaire, l’enlèvement des ordures ménagères et des encombrants, les serres municipales, etc.
Une maison des services publics est installée en face de l’hôtel de ville.

### Liste des maires
| Période                                  | Période | Identité                 | Étiquette      | Qualité   |
| ---------------------------------------- | ------- | ------------------------ | -------------- | --------- |
| Les données manquantes sont à compléter. |         |                          |                |           |
| 1892                                     | 1900    | Alfred Duvillard         |                | Maraîcher |
| 1900                                     | 1907    | Louis Grégoire Veyssière | Soc. indé.     | Boulanger |
| 1907                                     | 1908    | Alfred Duvillard         |                | Maraîcher |
| 1908                                     | 1912    | Louis Grégoire Veyssière | Soc. indé.     |           |
| 1912                                     | 1919    | Jean François Trubert    |                | Employé   |
| 1919                                     | 1920    | Louis Grégoire Veyssière | PRS            | Boulanger |
| 1920                                     | 1922    | Victor Roure             | SFIO puis SFIC | Coiffeur  |

| Période        | Période                   | Identité                    | Étiquette    | Qualité |
| -------------- | ------------------------- | --------------------------- | ------------ | --- |
| janvier 1923   | février 1923              | François Delage             |              | Employé de commerce Président de la délégation spéciale à la création de la commune |
| février 1923   | août 1928                 | Amédée Picard               |              | Professeur |
| septembre 1928 | mai 1929                  | Félix Choplin               |              | Employé de commerce Décédé en fonction |
| 1929           | 1944                      | Léon Eyrolles               |              | Conducteur de Travaux, directeur de l'ESTP Éditeur |
| 1944           | 1944                      | Gaston Audat                |              | Chef de fabrication Commissaire provisoire le 21 août 1944, à la Libération Mort en fonction                                                                                              |
| novembre 1944  | mai 1945                  | Alphonse Verdier            | Rad.         | Entrepreneur d'électricité, résistant Président de la délégation spéciale |
| mai 1945       | octobre 1947              | Léon Juzaine                | PCF          | Artisan vannier |
| octobre 1947   | juin 1949                 | Alphonse Melun              | Rad.         | Artisan électricien Mort en fonction |
| juin 1949      | mai 1953                  | François Marie-Jean Guillas | Rad.         | Commis de marine |
| mai 1953       | septembre 1998            | Jacques Carat,              | SFIO puis PS | Journaliste Sénateur du Val-de-Marne (1968 → 1995) Conseiller général de la Seine (52e secteur) Conseiller général de Cachan (1967 → 1989) Démissionnaire                                 |
| septembre 1998 | avril 2018,               | Jean-Yves Le Bouillonnec    | PS           | Avocat Liste des députés du Val-de-Marne (11e circ.) (2002 → 2017) Conseiller général de Cachan (1998 → 2002) Président du conseil de surveillance de la SGP (2015 → 2018) Démissionnaire |
| avril 2018     | En cours (au 28 mai 2020) | Hélène de Comarmond         | PS           | Haute fonctionnaire Conseillère départementale de Cachan (2015 → 2021) Vice-présidente du conseil départemental du Val-de-Marne (2015 → 2018) Réélue pour le mandat 2020-2026,            |

### Politique environnementale
Une priorité à la « circulation douce » est favorisée en particulier par les promenades inter-quartiers, des rues piétonnes, des pistes cyclables[réf. nécessaire].
Dans le cadre d’une convention d’association, les quatre villes Arcueil, Cachan, Fresnes et L'Haÿ-les-Roses ont élaboré ensemble en 1998 et en partenariat avec l’État une charte intercommunale pour l'environnement. Un programme d’actions prévoit de doter les quatre villes d'un outil commun pour la mise en œuvre d'une charte. Ce projet a été retenu par le ministère de l'Aménagement du Territoire et de l'Environnement[réf. nécessaire].
Une partie importante des bâtiments de Cachan est chauffée au moyen d'une centrale géothermique située non loin du centre-ville[réf. nécessaire].

### Jumelages
Le comité des relations internationales et des jumelages(CRIJ) a pour mission de favoriser les relations internationales des citoyens de Cachan sous toutes leurs formes.
Les principales actions organisées par le CRIJ ou soutenues au travers d'autres associations sont des séjours de scolaires et de jeunes à l'étranger, avec voyage retour à Cachan de nos partenaires, des actions de solidarité internationales par le support à des projets de développement, des rencontres sportives ou culturelles internationales, et les cours de langue.
Cachan est jumelée avec :
- Wolfenbüttel (Allemagne) depuis 1969[55]

Les premiers rapprochements avec l’Allemagne ont eu lieu après la Deuxième Guerre mondiale pour renforcer l’amitié franco-allemande. Cachan noua des liens privilégiés avec le district de Braunschweig, en Basse-Saxe. Une initiative qui déboucha en 1969 sur la création d’un véritable jumelage entre Cachan et Braunschweig d’abord, puis avec le district de Wolfenbüttel, à la suite d’un redécoupage administratif en Allemagne en 1986. Dans le cadre de ce jumelage, des échanges scolaires entre écoliers allemands et français sont organisés par le Comité des Relations Internationales et des Jumelages de Cachan (CRIJ) et les associations et établissements scolaires.
- Diakon (Mali) depuis 1988[55].
- L'action de solidarité internationale du CRIJ a démarré avec l'association Solidarité Cachan Soroma, à Diakon au Mali, puis s'est étendue.en majorité vers l'Afrique subsaharienne[réf. nécessaire].

## Population et société

### Démographie
L'évolution du nombre d'habitants est connue à travers les recensements de la population effectués dans la commune depuis 1926. Pour les communes de plus de 10 000 habitants les recensements ont lieu chaque année à la suite d'une enquête par sondage auprès d'un échantillon d'adresses représentant 8 % de leurs logements, contrairement aux autres communes qui ont un recensement réel tous les cinq ans,.

En 2022, la commune comptait 30 526 habitants, en évolution de +1,05 % par rapport à 2016 (Val-de-Marne : +3 %, France hors Mayotte : +2,11 %).
| 1926  | 1931   | 1936   | 1946   | 1954   | 1962   | 1968   | 1975   | 1982   |
| ----- | ------ | ------ | ------ | ------ | ------ | ------ | ------ | ------ |
| 9 829 | 12 790 | 14 567 | 15 156 | 16 965 | 23 282 | 26 187 | 26 442 | 23 930 |

| 1990   | 1999   | 2006   | 2011   | 2016   | 2021   | 2022   | - | - |
| ------ | ------ | ------ | ------ | ------ | ------ | ------ | - | - |
| 24 266 | 24 838 | 27 590 | 28 404 | 30 208 | 30 592 | 30 526 | - | - |

### Petite enfance
Les familles ont accès à trois crèches communales et trois crèches départementales du Val-de-Marne, une crèche parentale.
Un relais des assistantes maternelles est à la disposition des parents.

### Enseignement
Cachan est située dans l'académie de Créteil. Cachan accueille de nombreux établissements d'enseignement, dont des établissements d'enseignement supérieur de renom.

#### Établissements scolaires
La première école maternelle a été construite sur le territoire de la commune date de 1884.
La ville administre six écoles maternelles et cinq écoles élémentaires communales.
Le département gère deux collèges (collège Victor-Hugo et collège Paul-Bert) et la région Île-de-France un lycée, le lycée polyvalent de Cachan. Ce dernier est le résultat de la fusion de deux anciens lycées : le lycée polyvalent Gustave-Eiffel et le lycée d'enseignement général et technologique Maximilien-Sorre (en). Il dispose de classes préparatoires aux concours des grandes écoles pour les sciences de l'ingénieur et l'économie-gestion.
Le lycée professionnel du Foyer de Cachan.
Cachan dispose également d'un établissement scolaire privé Saint-Joseph avec école maternelle, école primaire et collège.

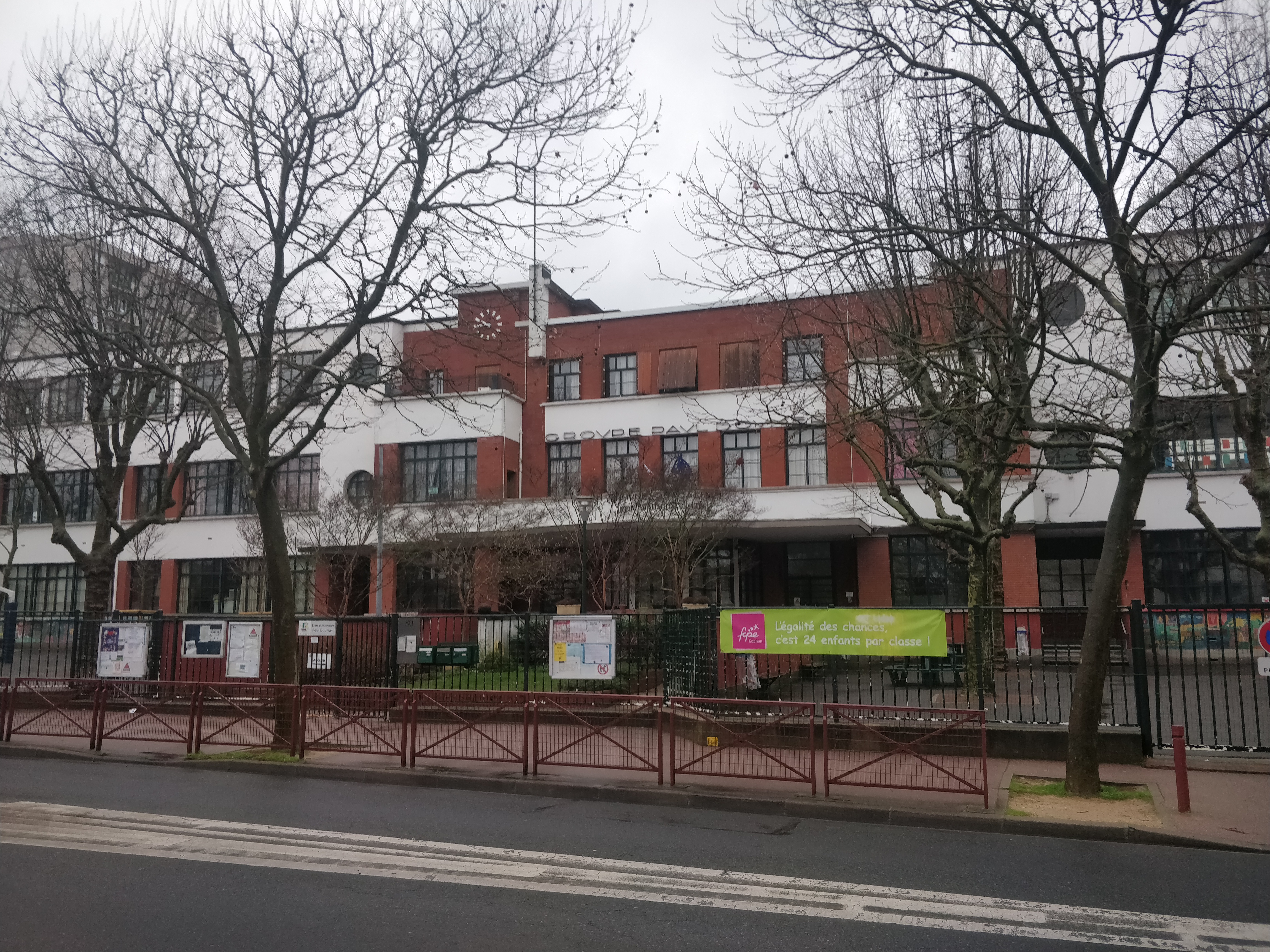
Groupe Paul-Doumer.
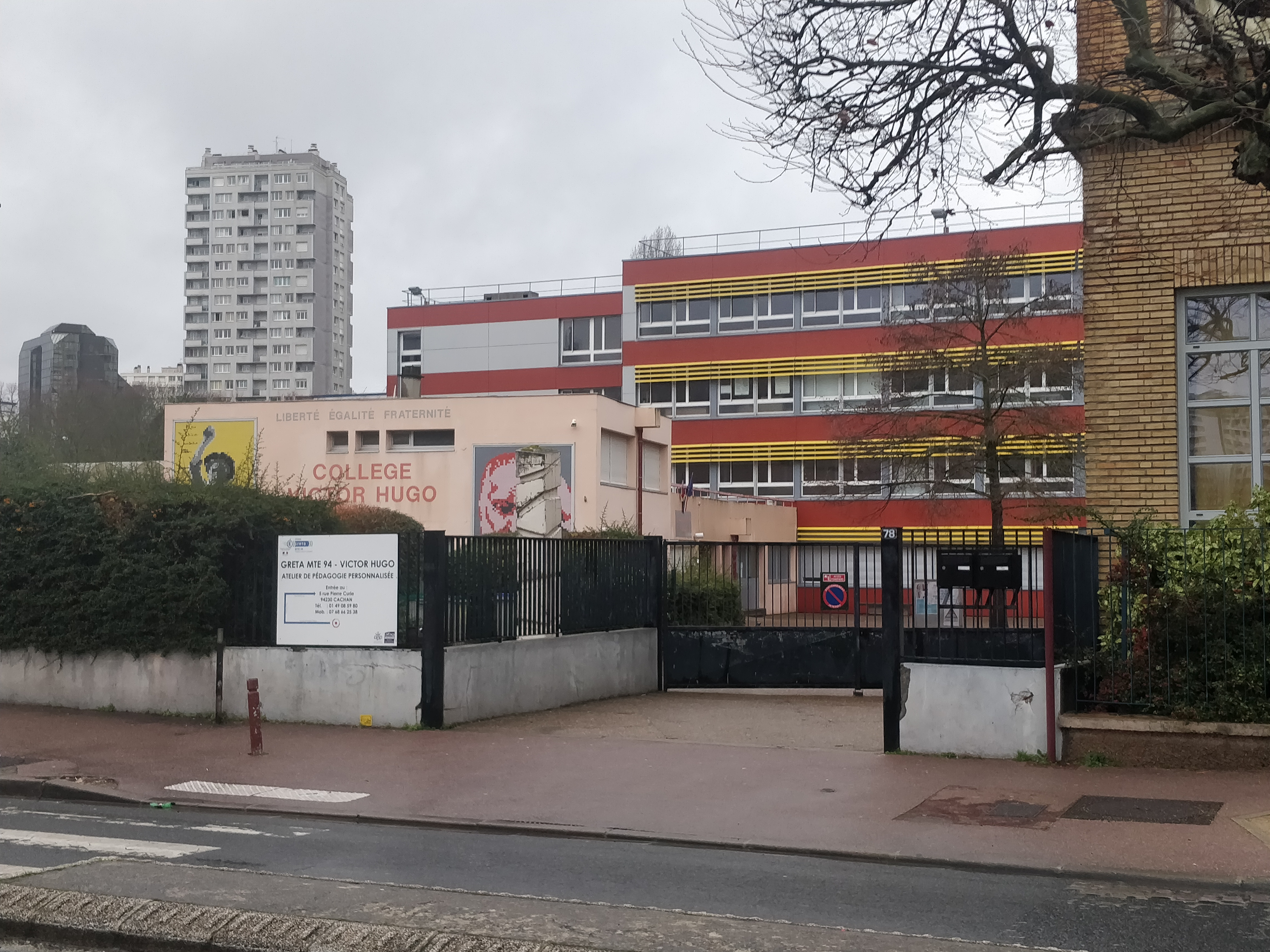
Collège Victor-Hugo.
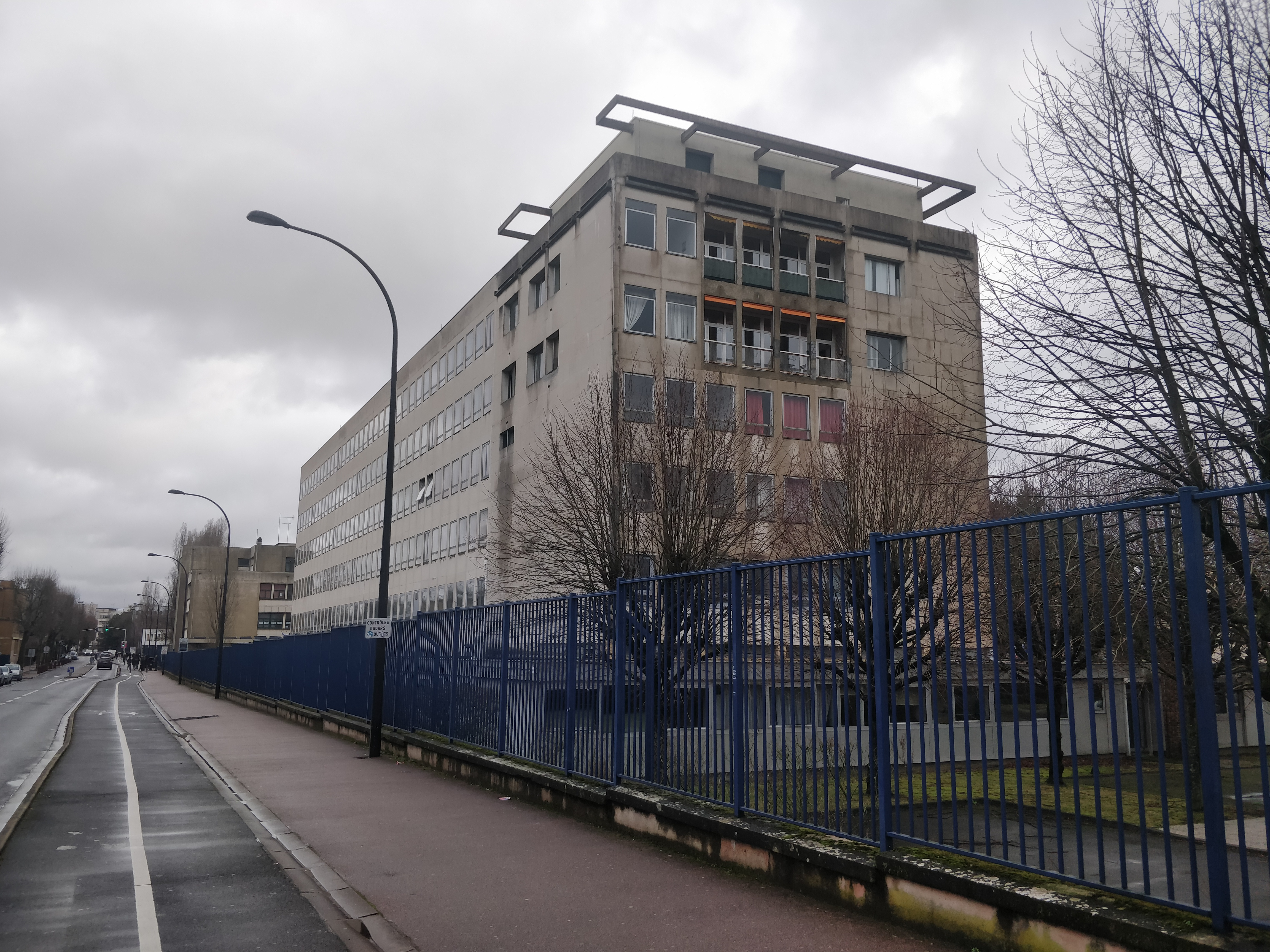
Lycée de Cachan (bâtiment Maximilien-Sorre).
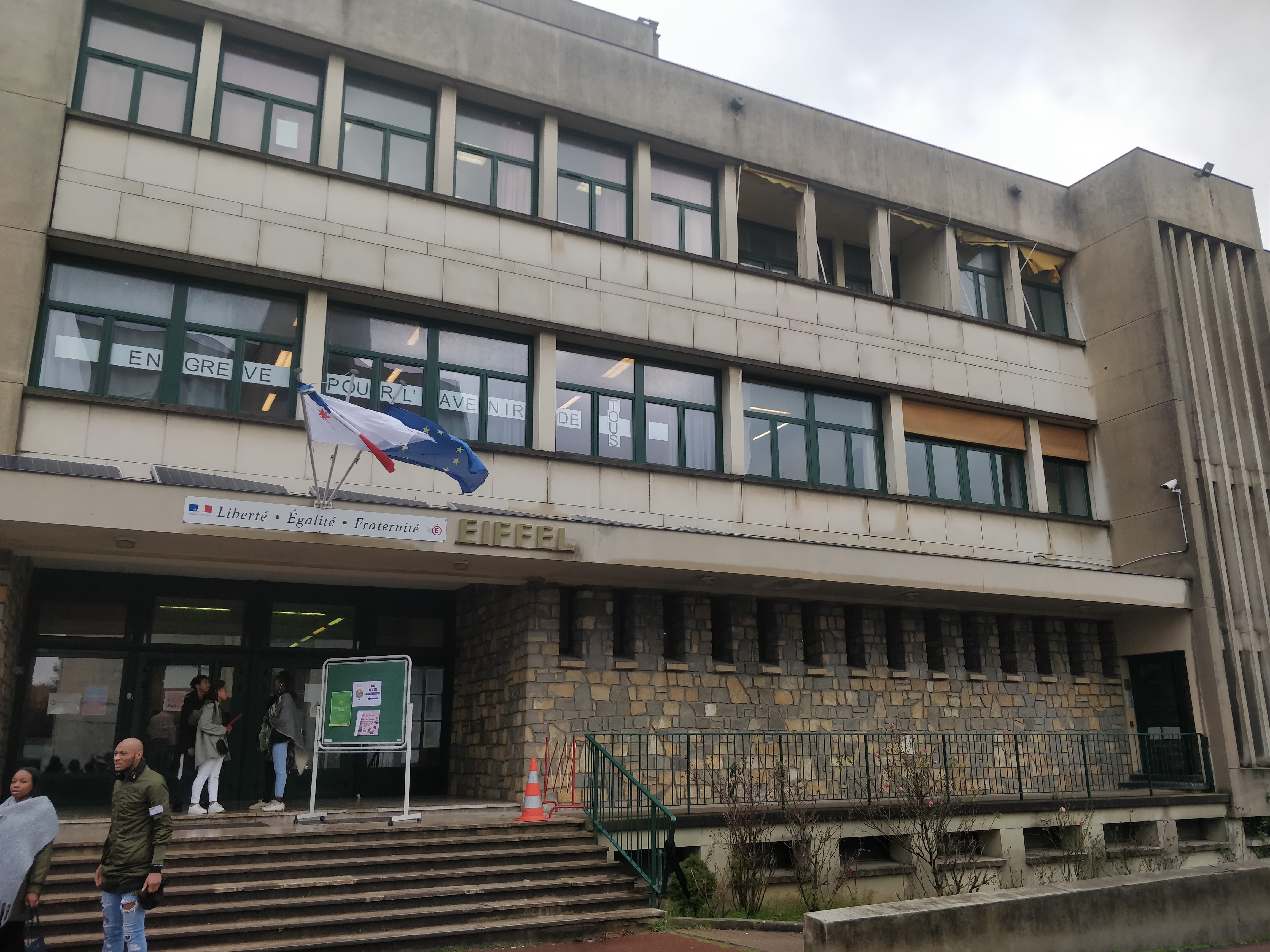
Lycée de Cachan (bâtiment Gustave-Eiffel).

#### Vie universitaire
- L'École spéciale des travaux publics, du bâtiment et de l'industrie (ESTP), fondée par Léon Eyrolles, ancien maire de la commune.
- L'École supérieure d'ingénieurs des travaux de la construction de Cachan (ESITC), sur le même campus[65].
- L'Institut universitaire de technologie de Cachan (IUT Cachan) de l'Université Paris-Saclay préparant au DUT de technicien supérieur en génie électrique ou génie mécanique
- L'École supérieure d'ostéopathie et de biomécanique appliquée (OSTEObio), établissement d'enseignement privé préparant au diplôme d'ostéopathie.

L'École normale supérieure de Cachan (ENS-Cachan), ex-ENSET qui devient l'ENS Paris-Saclay, a quitté Cachan en 2019.

### Vie associative
Chaque année, début septembre, les nombreuses associations proposent et présentent leurs activités au Forum des associations sur le terrain de sport de l'E.S.T.P..
| Associations subventionnées en 2016               |                                                                                |
| Sports                                            | ADIL                                                                           |
| Amicale Laïque de Cachan                          | A.E.R.A (accueil, écoute, rencontre, adolescence)                              |
| Association sport police de Gentilly              | AGAESCC                                                                        |
| Association sportive collège Paul-Bert            | A.P.S.I Association prévention soins et insertion                              |
| Association sportive collège Saint-Joseph         | A.R.A.C association républicaine des anciens combattants et victimes de guerre |
| Association sportive collège Victor-Hugo          | Accueil et développement                                                       |
| Association sportive lycée Gustave-Eiffel         | AIDES section Ile-de-France                                                    |
| Association sportive lycée Maximilien-Sorre       | APCC - Amicale du personnel communal                                           |
| Cachan haltérophilie musculation                  | Association de défense et de protection des enfants et adultes déficients      |
| Club de Taekwondo de Cachan                       | Conjoints survivants                                                           |
| Club des nageurs de Cachan                        | Club du 3e âge Cachan centre                                                   |
| Club modéliste de Cachan                          | Club des retraités de la Plaine                                                |
| Club olympique de Cachan                          | Club du mardi                                                                  |
| Club subaquatique de Cachan                       | Détente et rencontres                                                          |
| Écrire Ensemble                                   | Écrivains publics                                                              |
| Effort et joie                                    | École du Chat d'Arcueil                                                        |
| Handball club de Cachan                           | F.N.A.C.A Fédération nationale des anciens combattants en Algérie              |
| Odaces                                            | Maroc et Tunisie                                                               |
| Office municipal des sports                       | Justice et ville                                                               |
| Shorei ryu karaté do                              | La Croix bleue des arméniens de France section Cachan                          |
| Tennis club de Cachan                             | La Croix-Rouge Française section Arcueil-Cachan                                |
| Culture                                           | Les médaillés militaires                                                       |
| Ensemble choral G. Migot                          | Les pupilles de l'enseignement public                                          |
| Horizons                                          | Ligue contre le cancer comité                                                  |
| La ménagerie technologique                        | Mission locale - INNOVAM                                                       |
| Les ateliers du Val-de-Bièvre                     | Secours catholique                                                             |
| Les carrées d'Art                                 | Société d'entraide des membres de la Légion d'Honneur                          |
| Liba Théâtre                                      | SOS amitié                                                                     |
| Musique en Bièvre                                 | U.N.A.F.A.M section du Val-de-Marne                                            |
| Ola Rock                                          | Vivre                                                                          |
| Papoter à points comptés                          | Relations Internationales                                                      |
| Radioweb banlieue sud                             | Association de développement de Faleya (solidarité)                            |
| Rythme expression danse                           | Association Puya de Raimondi (solidarité)                                      |
| Scouts de France section Cachan                   | Comité de jumelage - CRIJ                                                      |
| Sortilége                                         | Essonne Sahel                                                                  |
| Théâtroscope                                      | Développement économique                                                       |
| Ultimatum school                                  | Association des commerçants du centre ville de Cachan                          |
| Groupe folklorique des portugais de Cachan        | Développement durable                                                          |
| Yad Fal Yad                                       | La Bouilloire                                                                  |
|                                                   | Les Butineurs du Val de Bièvre                                                 |
| Social                                            |                                                                                |
| A.C.P.G Anciens combattants prisonniers de guerre |                                                                                |

- Les Ateliers du Val de Bièvre[68], association d'histoire locale, publie les Chroniques du Val de Bièvre (revue trimestrielle).
- L'association Afrique sur Bièvre[69] qui organise chaque année en novembre un festival de films africains: Ciné-regards africains .
- L'association d'aide au développement Solidarité Normalienne[70], basée sur le campus de l'ENS de Cachan, agit pour le développement des pays du sud, et également au niveau local avec des projets concernant l'éducation et l'environnement.
- Praccis (PouR l'ACquisition d'une CItoyenneté Scientifique) tente, par des ateliers ludiques au collège Victor Hugo, de donner goût à des collégiens aux études scientifiques.

### Manifestations culturelles et festivités
- Le Prix littéraire de l'ENS de Cachan (en partenariat entre la ville de Cachan, l'ENS et une librairie locale). Le prix existe depuis 2001. Les livres primés sont des premiers romans. Le jury est composé de 15 normaliens qui lisent une sélection de 15 livres, parus depuis un an maximum, établie par un comité de pilotage[71].
- Le festival d'arts vivants Les sENS de l'Art[72], organisé tous les ans à l'ENS de Cachan. Sur une durée de cinq jours se succèdent courts-métrages, spectacles de théâtre, d'improvisation, de danse, de cirque, d'humour, et surtout des concerts lors de la soirée du samedi. Le dernier jour, dimanche, est consacré aux enfants, invités à participer à des activités culturelles.
- Le Festnoz de Cachan
- Le Festival de cinéma africain Afrique sur Bièvre[73] a lieu tous les ans en novembre-décembre dans le Val-de-Bièvre.
- la biennale d'Art contemporain
- Les vendanges
- La fête de la nature
- le Forum des associations

### Santé
Le Centre médico-social Georges-Grün a ouvert ses portes en 1965.
Il est ouvert à tous, assurés sociaux ou non.

### Sports
Chaque année a lieu le semi-marathon de Cachan.
Les équipements à la disposition des sportifs sont:
- Le complexe sportif Léo-Lagrange
- Le stade municipal André-Dumotel
- La piscine municipale
- Le parcours sportif boulevard de la Vanne
- Le gymnase Belle-Image
- Le gymnase de la Plaine
- Le Gymnase Victor-Hugo
- La salle de tennis de table
- La salle de billard
- le skate-parc/piste de bi-cross du Jardin Simmonin

### Médias
Les habitants reçoivent chaque mois : Cachan, le Mag.
Ils peuvent consulter le site Internet de la ville.
Le journal du conseil départemental et régional.

### Cultes
Les Cachanais disposent de lieux de cultes chrétiens (deux églises catholiques, dont l'une accueille aussi le culte orthodoxe), un juif et un musulman.
La commune de Cachan appartient au « secteur du Val-de-Bièvre »> du diocèse de Créteil. La paroisse dispose de deux lieux de culte : l'église Sainte-Germaine et l'église Saint-Jean-l'Évangéliste ; cette dernière accueille chaque dimanche la paroisse orthodoxe roumaine Saint-Apôtre-et-Évangéliste-Jean.
Une synagogue est implantée à Cachan.
Une salle de prière Masjid Al-Falah reçoit les fidèles musulmans.

## Économie

### Revenus de la population et fiscalité
En 2010, le revenu fiscal médian par ménage était de 33 500 €, ce qui plaçait Cachan au 8 482e rang parmi les 31 525 communes de plus de 39 ménages en métropole.

### Entreprises et commerces
Nombre d'entreprises en 2013 : 1910
nombre d'emplois en 2012 : 8231 dont 7454 salariés.
18,2 % des cachanais travaillent à Cachan.

## Culture locale et patrimoine

### Équipements culturels
- Le théâtre Jacques-Carat
- Le cinéma la Pléiade
- Les trois bibliothèques
- Les trois centres socioculturels
- L'Orangerie
- Le conservatoire de musique

### Lieux et monuments

#### Églises

##### Église Sainte-Germaine
En 1927, Cachan était la seule commune du département de la Seine à n'avoir ni église, ni chapelle. La première église de Cachan, Sainte-Germaine, fut construite de 1929 à 1935. Mais son premier curé prit rapidement conscience de l'isolement, dans la nouvelle paroisse, de la Cité-Jardin construite près de Bourg-la-Reine au début des années 1920. Elle est décorée en 1941 d'une fresque de Marthe Flandrin.

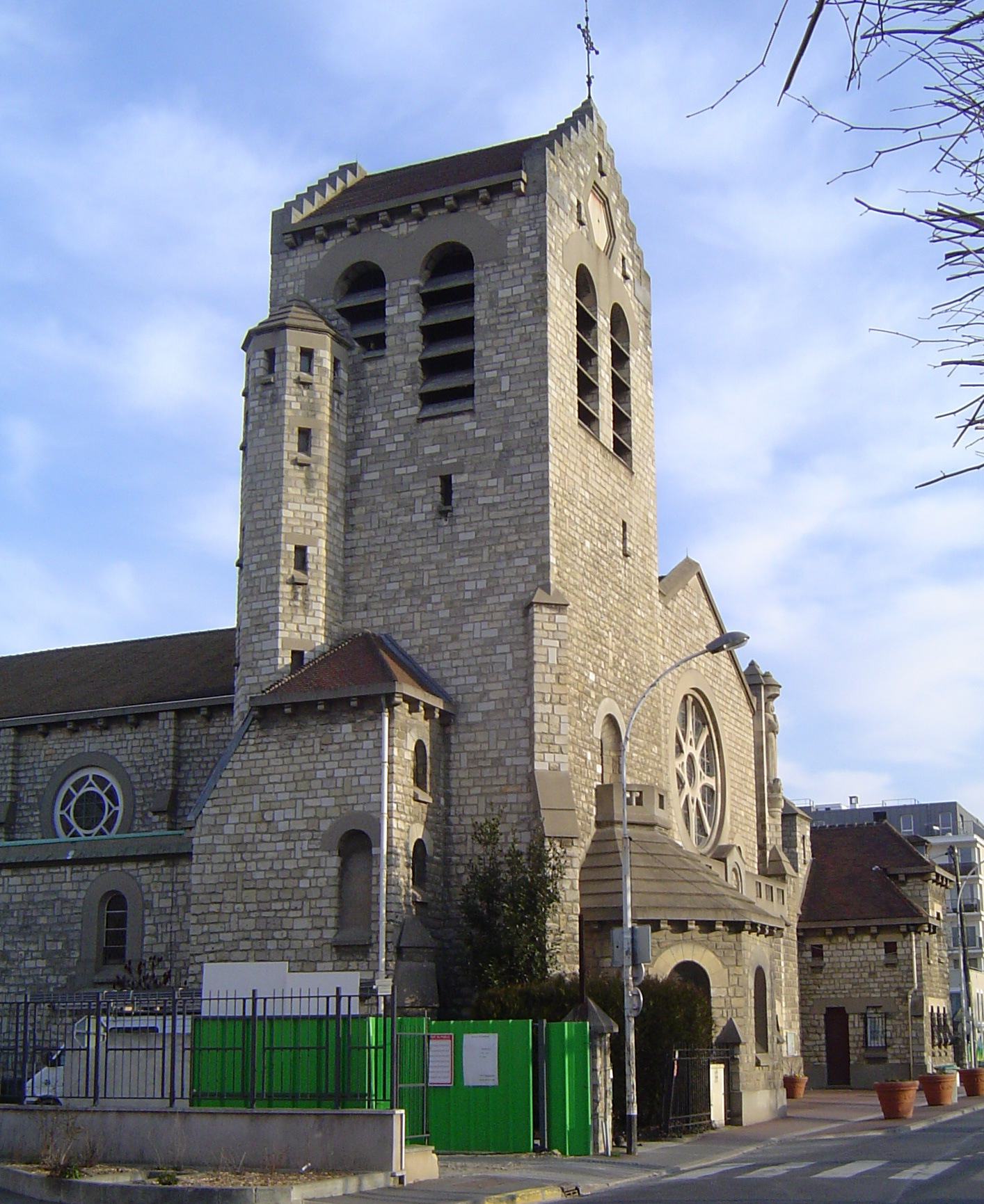
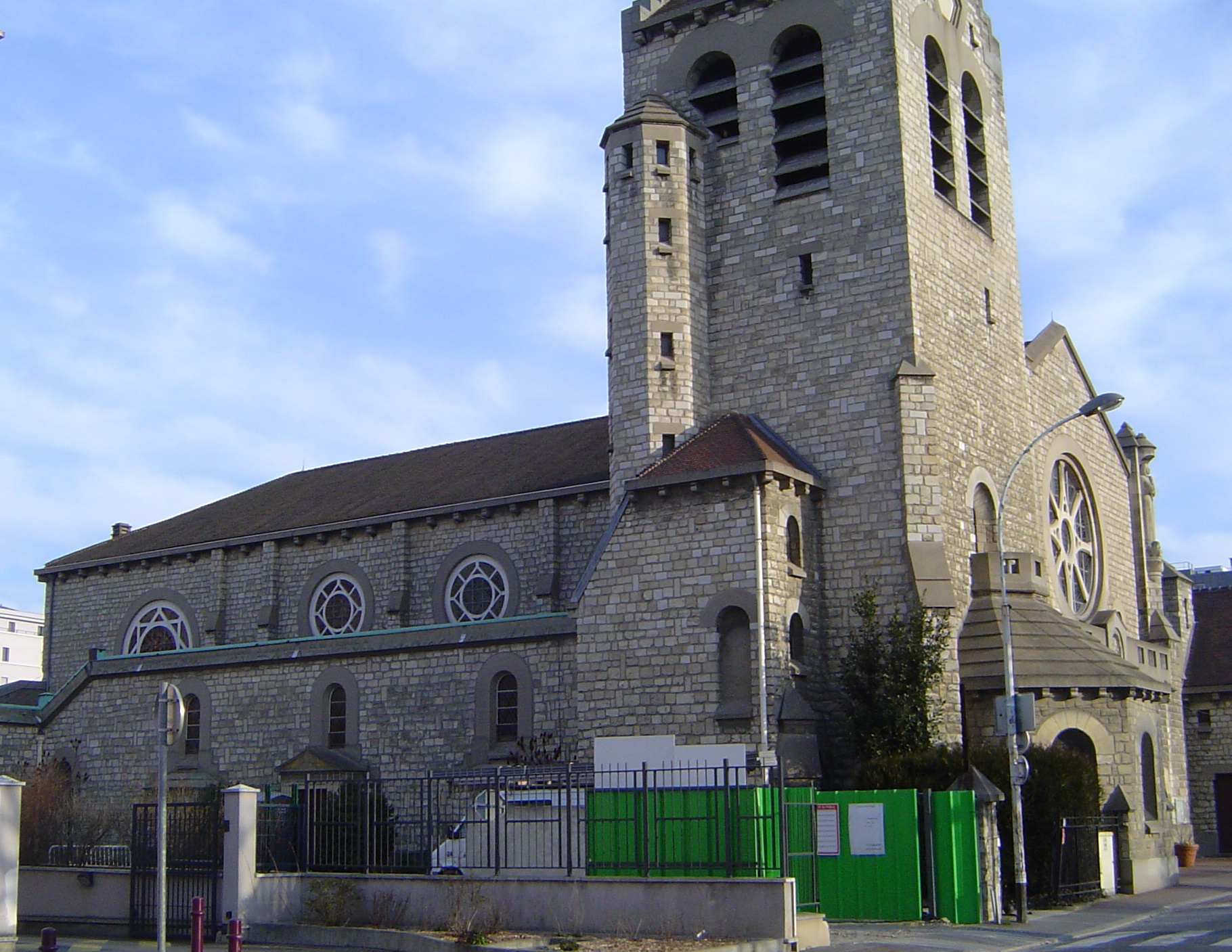
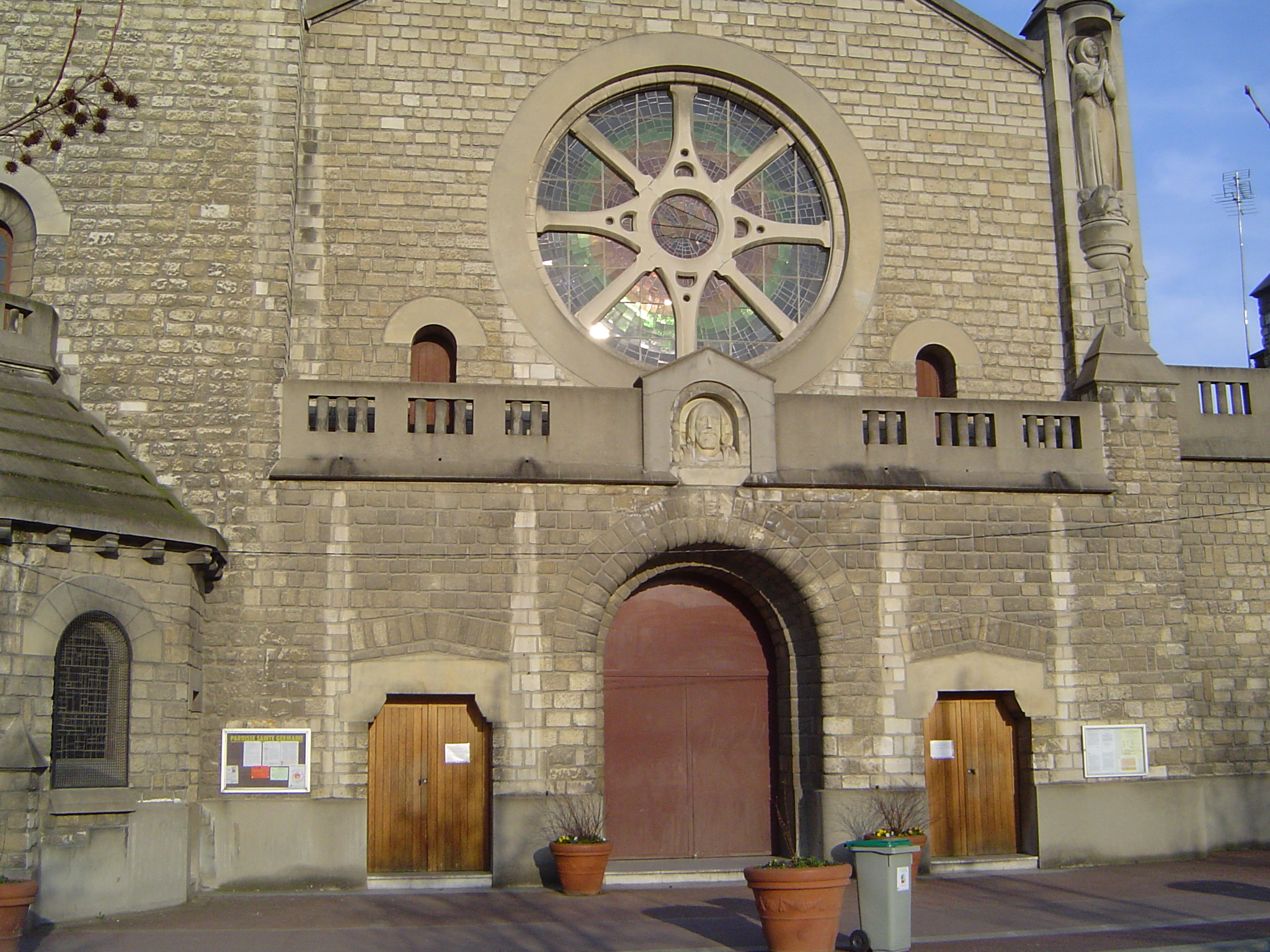
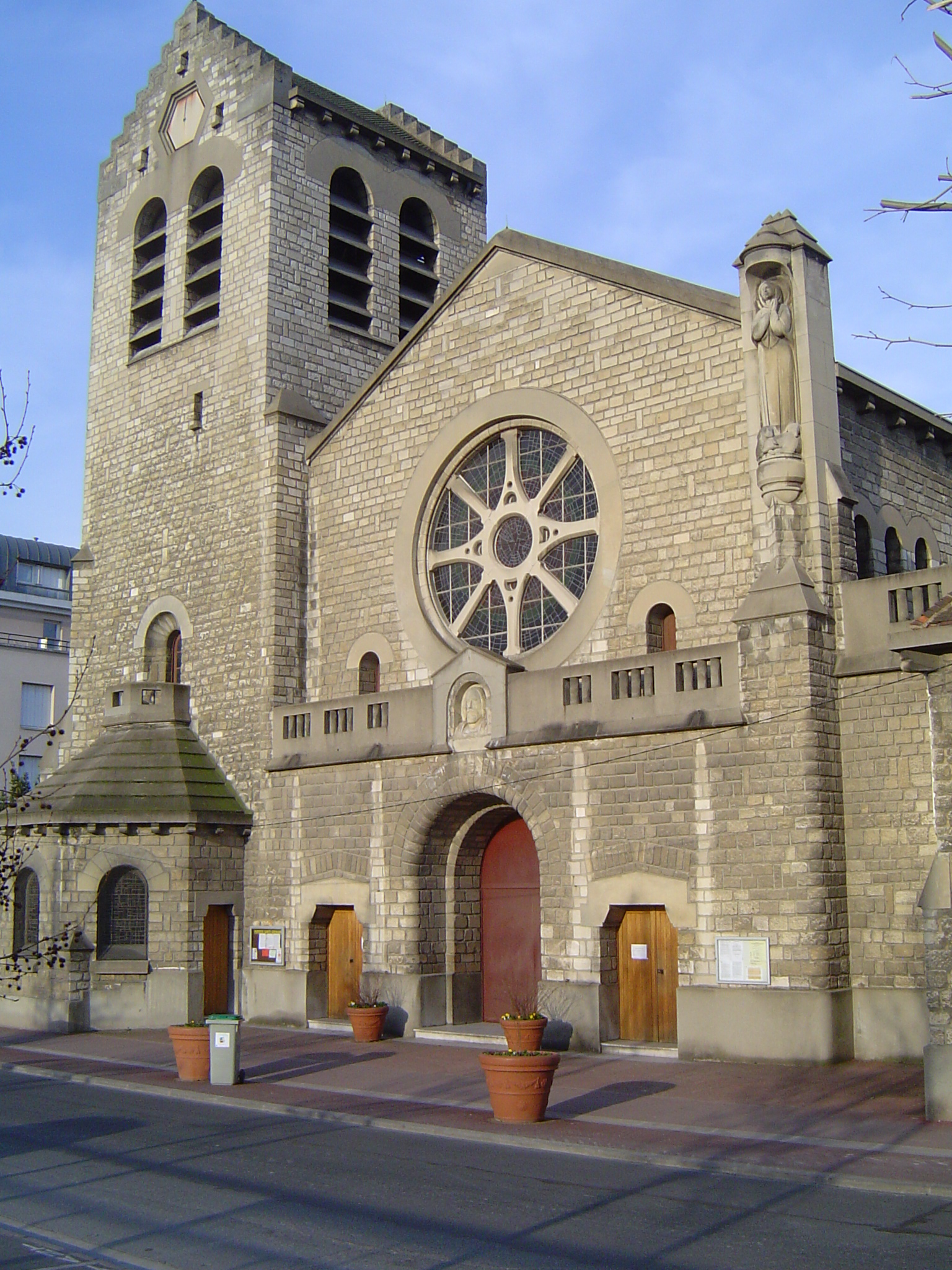

##### Église Saint-Jean l'Évangéliste
C'est alors que germa l'idée de doter ce quartier d'une chapelle. En 1936, un terrain fut offert à l'Église et en juin de la même année le cardinal Verdier bénit la première pierre d'une chapelle dédiée à saint Jean l'Évangéliste, chapelle qui allait être la centième construite par l'Œuvre des Chantiers du Cardinal. Le plan de l'édifice rappelle ceux du roman auvergnat du XIe siècle avec en particulier une nef carrée coiffée d'un toit à quatre pentes tenu par des arcs d'ogive qui portent la lanterne à treize mètres du sol. Un campanile associé à l'église domine le quartier du haut de ses 33 mètres. L'appareil des murs extérieurs est formé de moellons bruts, rugueux et inégaux, qui confèrent à l'édifice une touche quelque peu romane. La charpente apparente en bois donne au volume intérieur originalité et simplicité. De simple chapelle à l'origine, Saint-Jean devint en 1959 une église paroissiale.
Depuis 2015, à la suite d'une convention entre le diocèse de Créteil et la métropole orthodoxe roumaine d'Europe occidentale et méridionale, elle accueille chaque dimanche la paroisse orthodoxe Saint-Apôtre-et-Évangéliste-Jean (Parohia Ortodoxă Sfântul Apostol și Evanghelist Ioan) pour l'office et ses autres activités cultuelles et culturelles, tout en continuant d'être utilisée par la paroisse catholique Saint-Jean-Sainte-Germaine les autres jours.

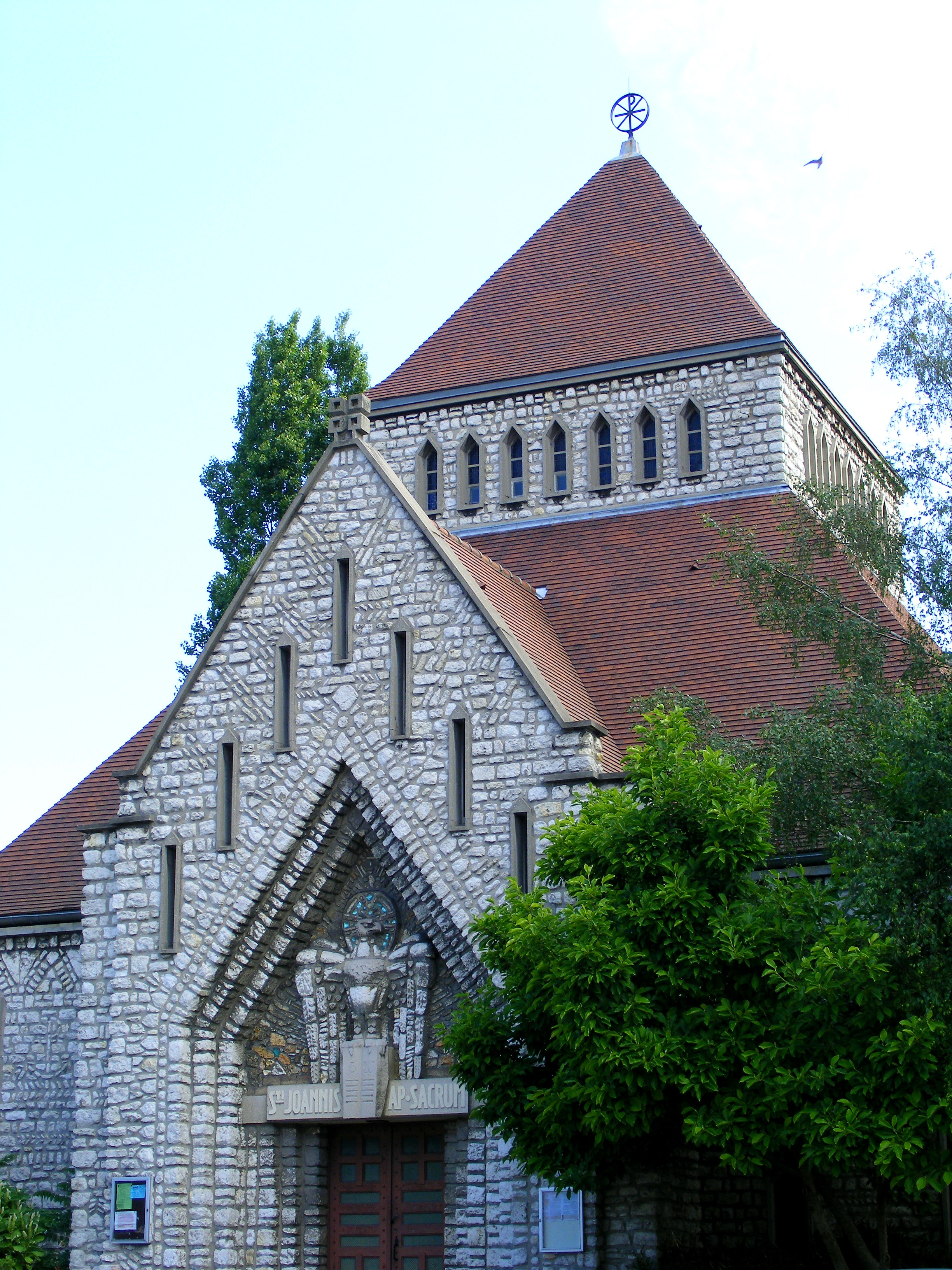
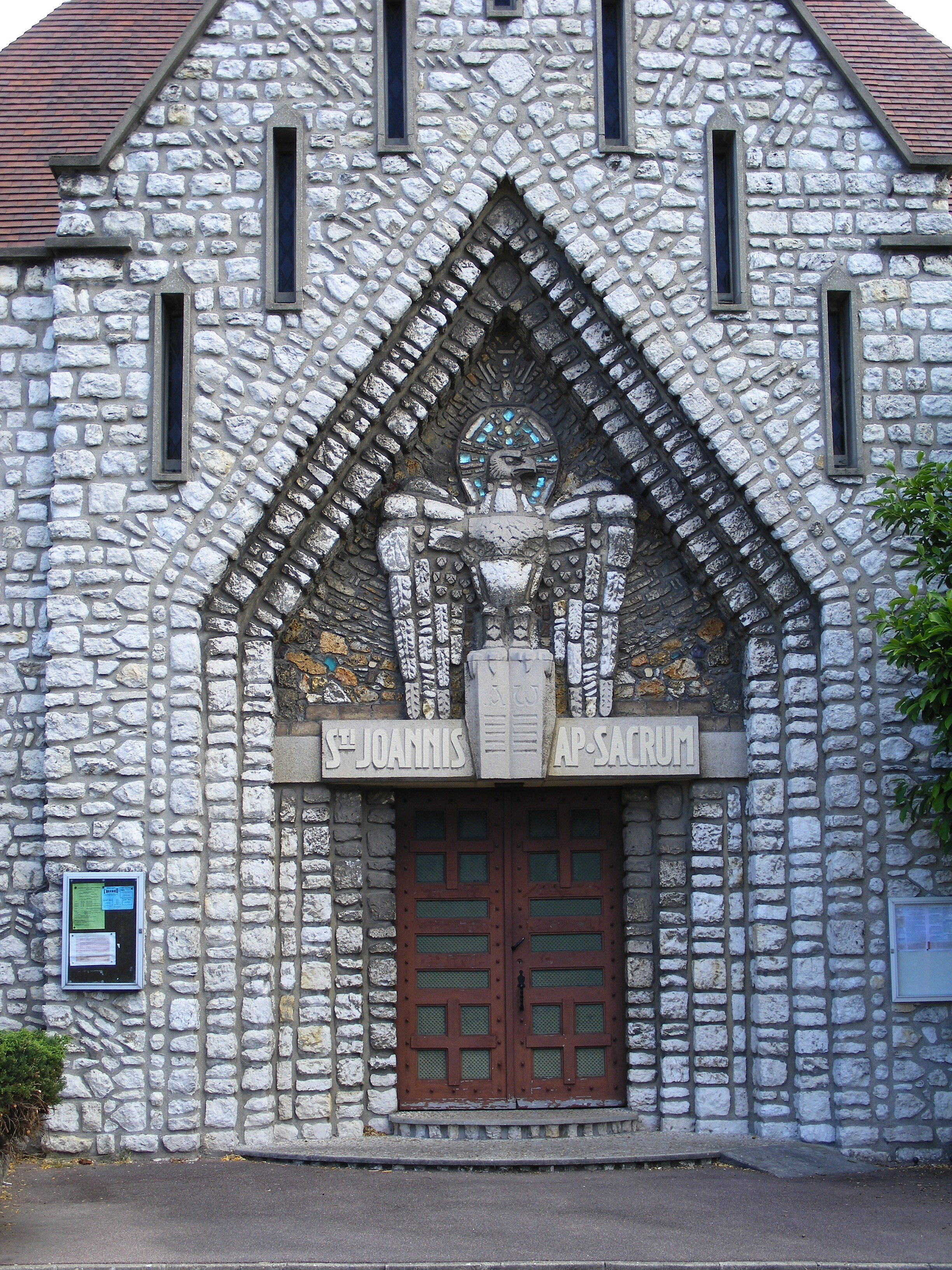
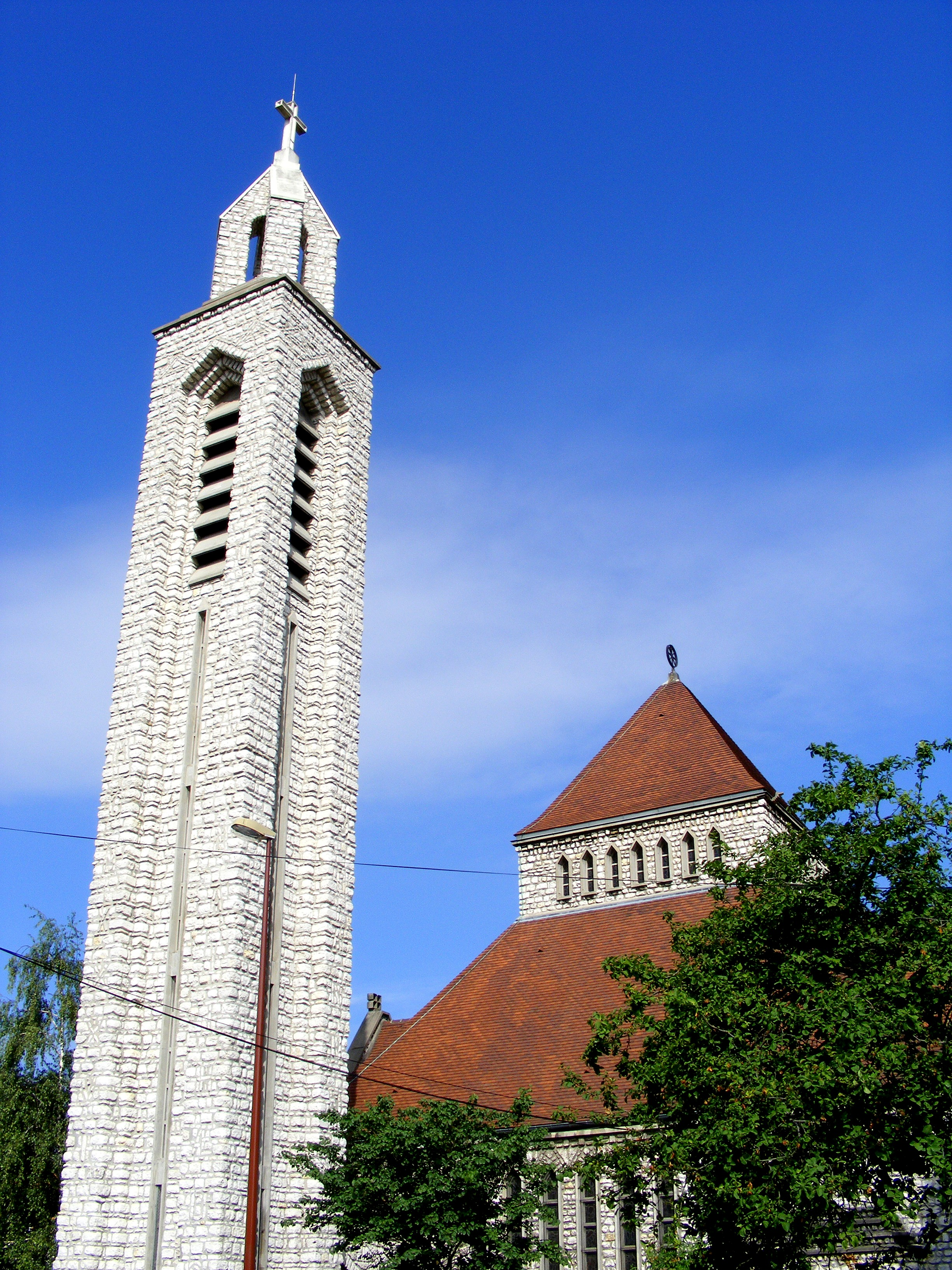
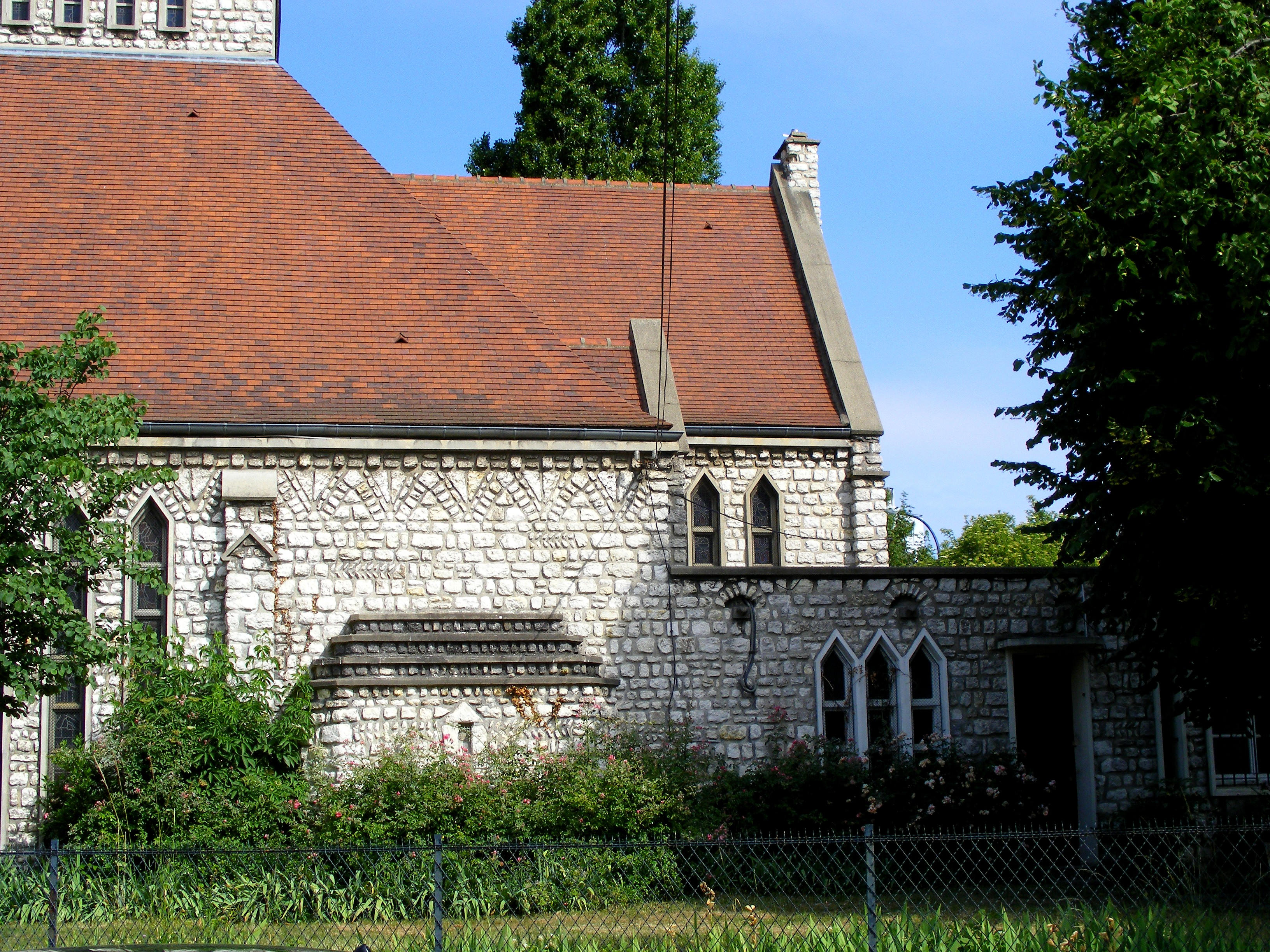

#### Mairie
La mairie, imposante par ses formes cubiques et angulaires mais aussi par la taille de son beffroi, est une œuvre construite au début des années 1930 par les architectes Joannès Chollet, René Chaussat, Yves Chaussat et surtout Jean-Baptiste Mathon, Premier Grand Prix de Rome et inaugurée en 1935. Cet édifice est fortement influencé par les préceptes architecturaux de l'École hollandaise (la mairie d'Hilversum -1931), née au cours de la décennie précédente.

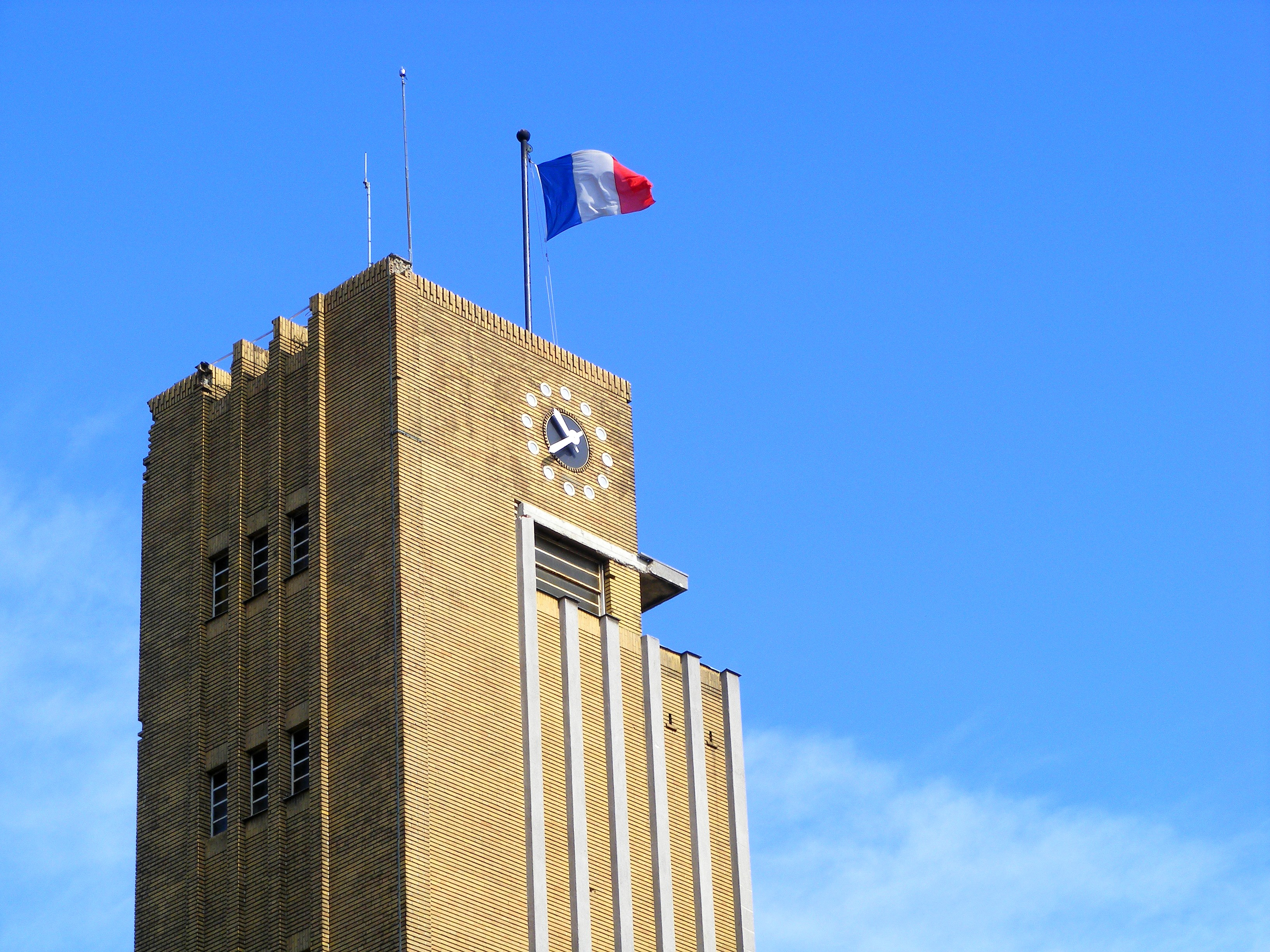
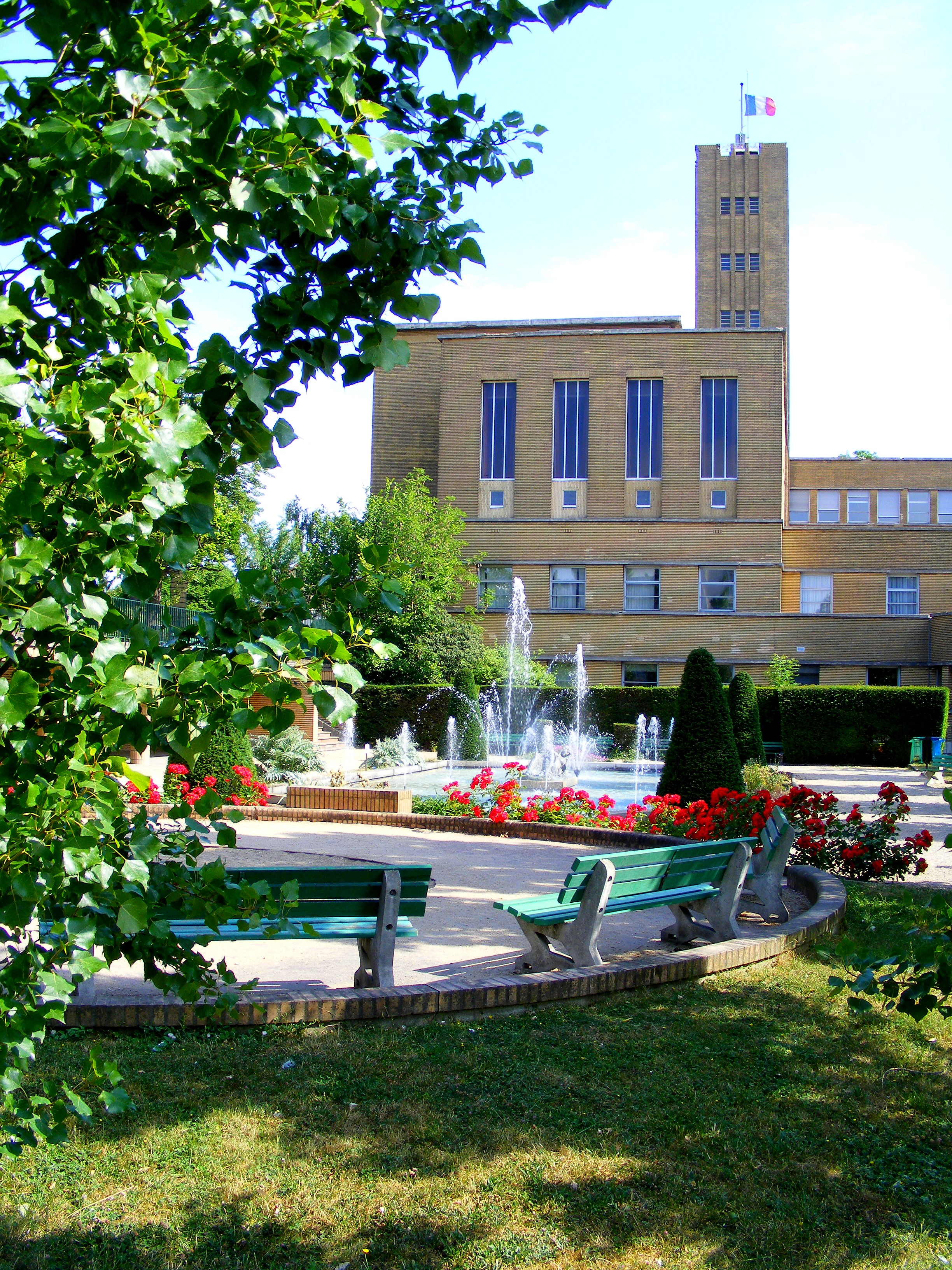
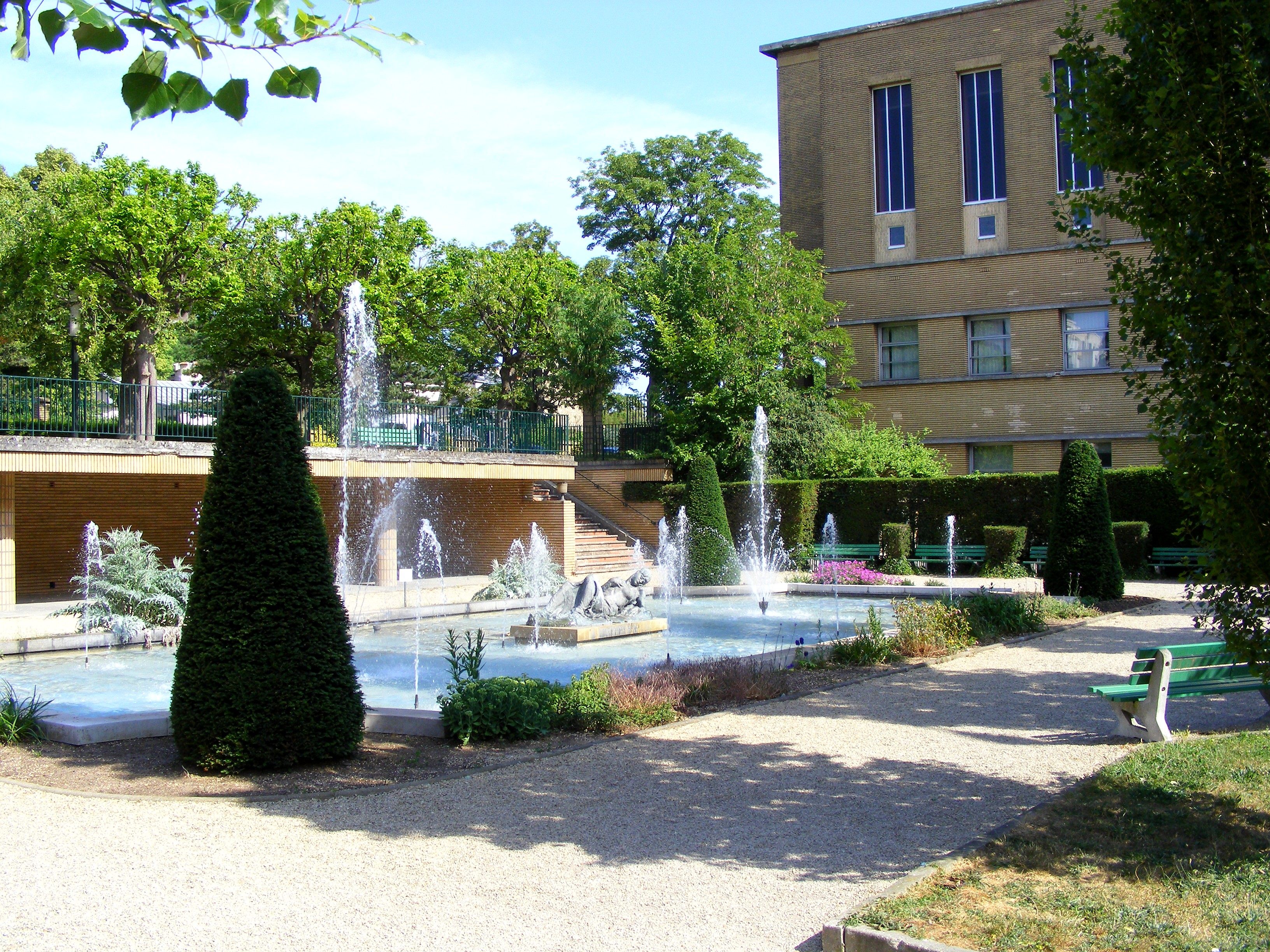

### Parcs et jardins
La commune abrite plusieurs espaces verts témoignant de son riche passé :
- le parc Raspail, situé en plein cœur de la ville, derrière l'hôtel de ville. Ce parc est le plus grand de Cachan avec ses 3,08 hectares. Il constitue la dépendance d'un château aux dimensions modestes édifié au XVIIIe siècle et est agrémenté d'une orangerie (de 1903 à 1940 et à nouveau depuis les années 1990, transformée en espace d'expositions artistiques), ainsi qu'une riche bambouseraie ;
- le jardin panoramique, situé en hauteur, sur le quartier du Coteau, ce jardin de 1,66 hectare offre une vue panoramique sur toute la commune et au-delà, jusqu'à Paris[82] ;
- le jardin Simmonin ;
- le square de la Libération ;
- le jardin du Vallon ;
- l'esplanade de la Fraternité ;
- le Jardin d'Arménie ;
- les vignes du Coteau. Le maire Jean-Yves Le Bouillonnec, en septembre 2000, fait replanter 300 pieds de vigne sur une parcelle de 600 m2, rue de la Citadelle, avec des cépages du Bordelais, Sauvignon et Sémillon. Les premières traces d'activité viticole remontent à l'an 829. Au XVIe siècle, cette activité est la principale ressource des habitants du village. En 1791, il restait encore 30 hectares de vigne[83].

La ville est distinguée par l'appellation « ville fleurie » et obtient en octobre 2015 la distinction « quatre fleurs » du comité national pour le fleurissement de la France. En octobre 2018 le maintien de la 4e fleur est confirmé après le passage du jury et la ville se distingue une nouvelle fois avec l'obtention du Label de la biodiversité.

Cachan ville fleurie
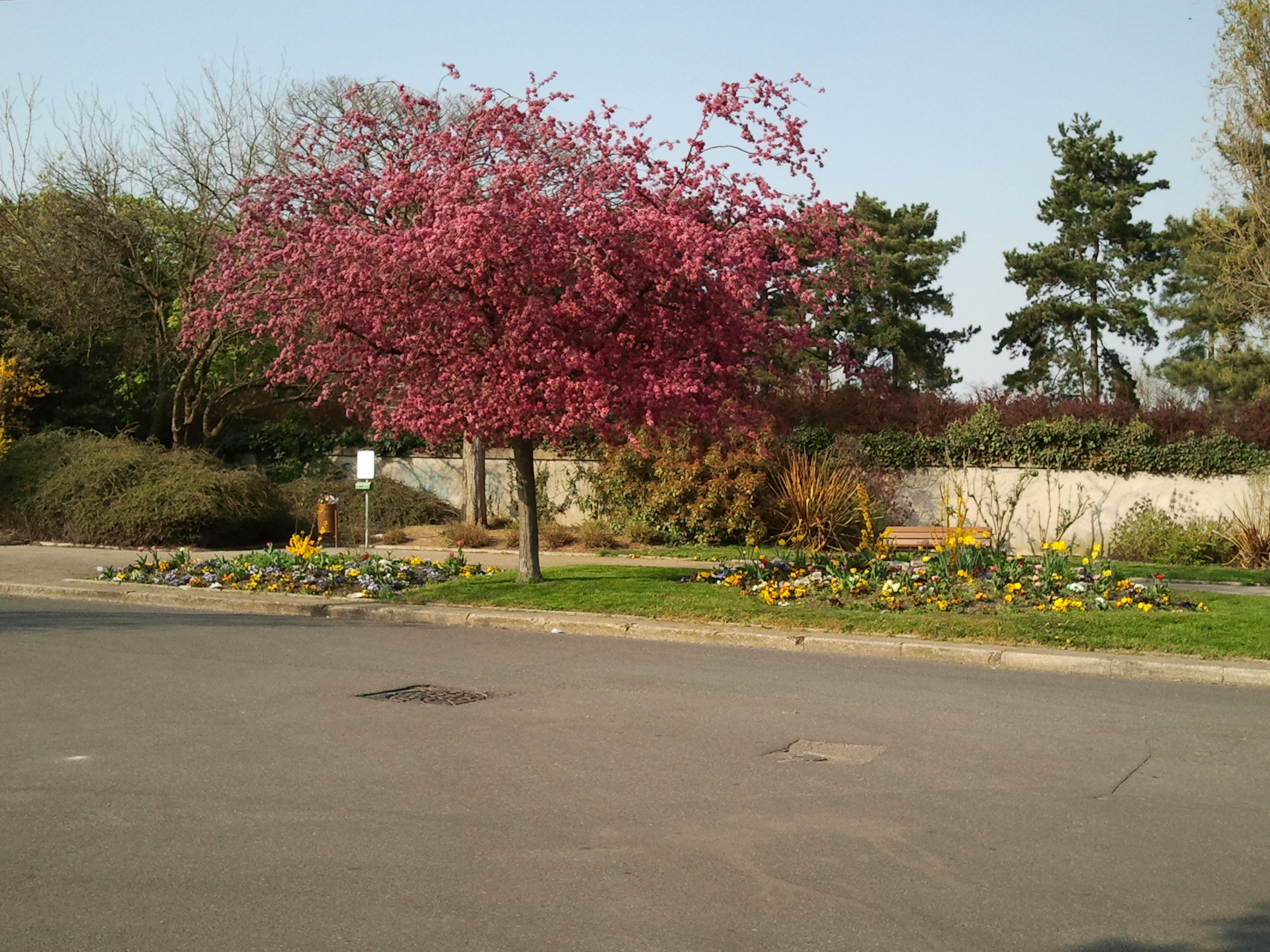
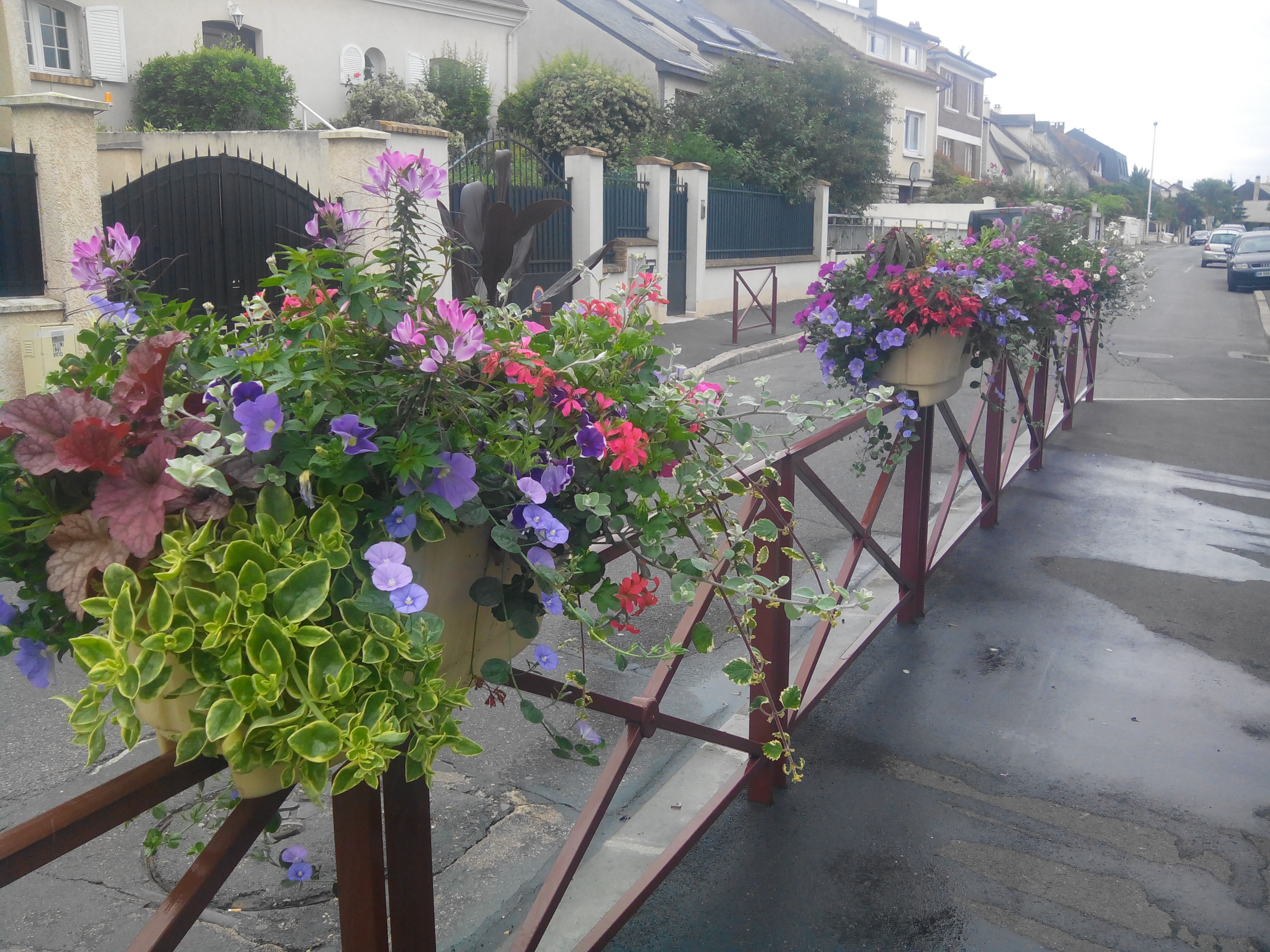
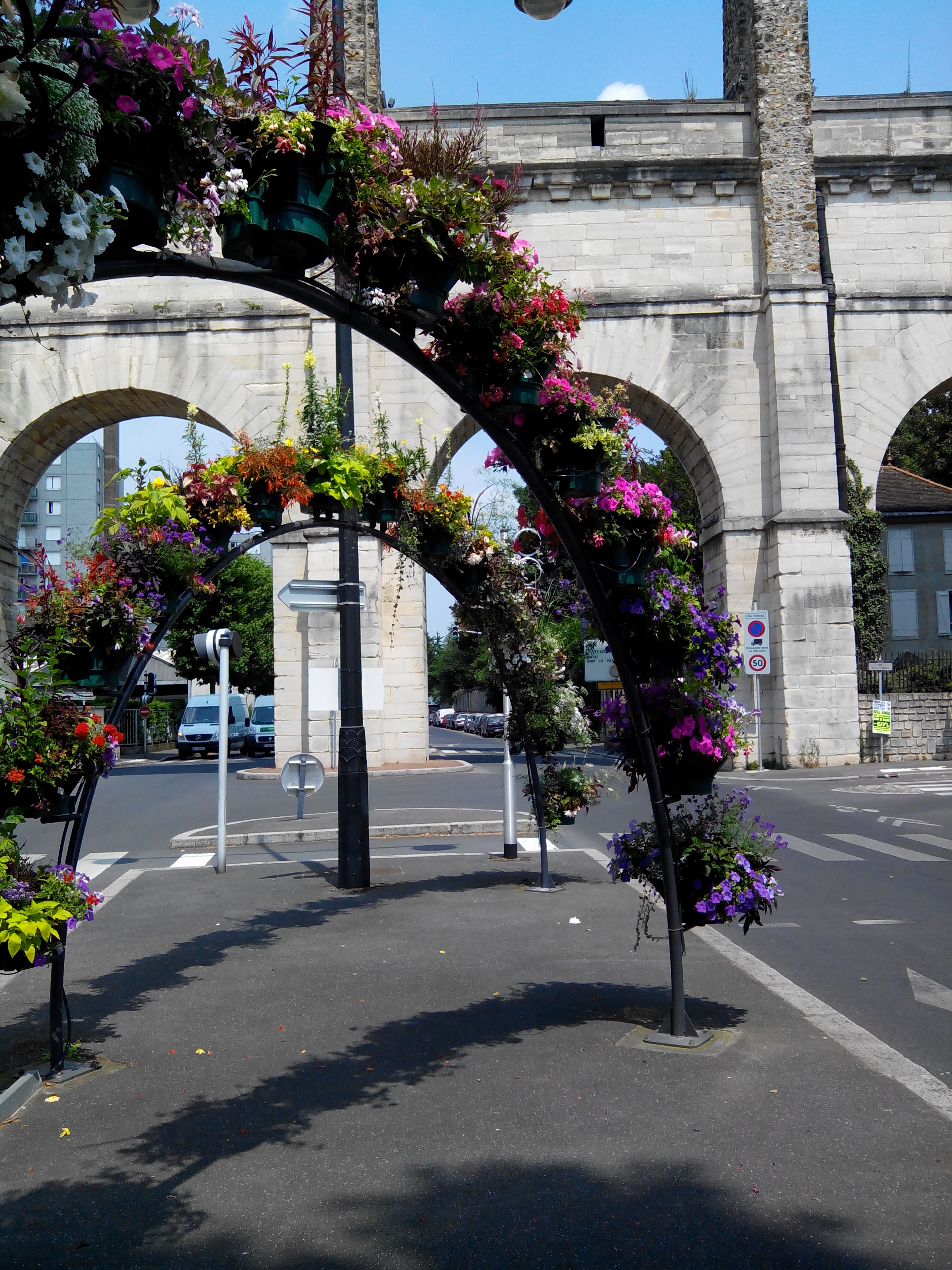
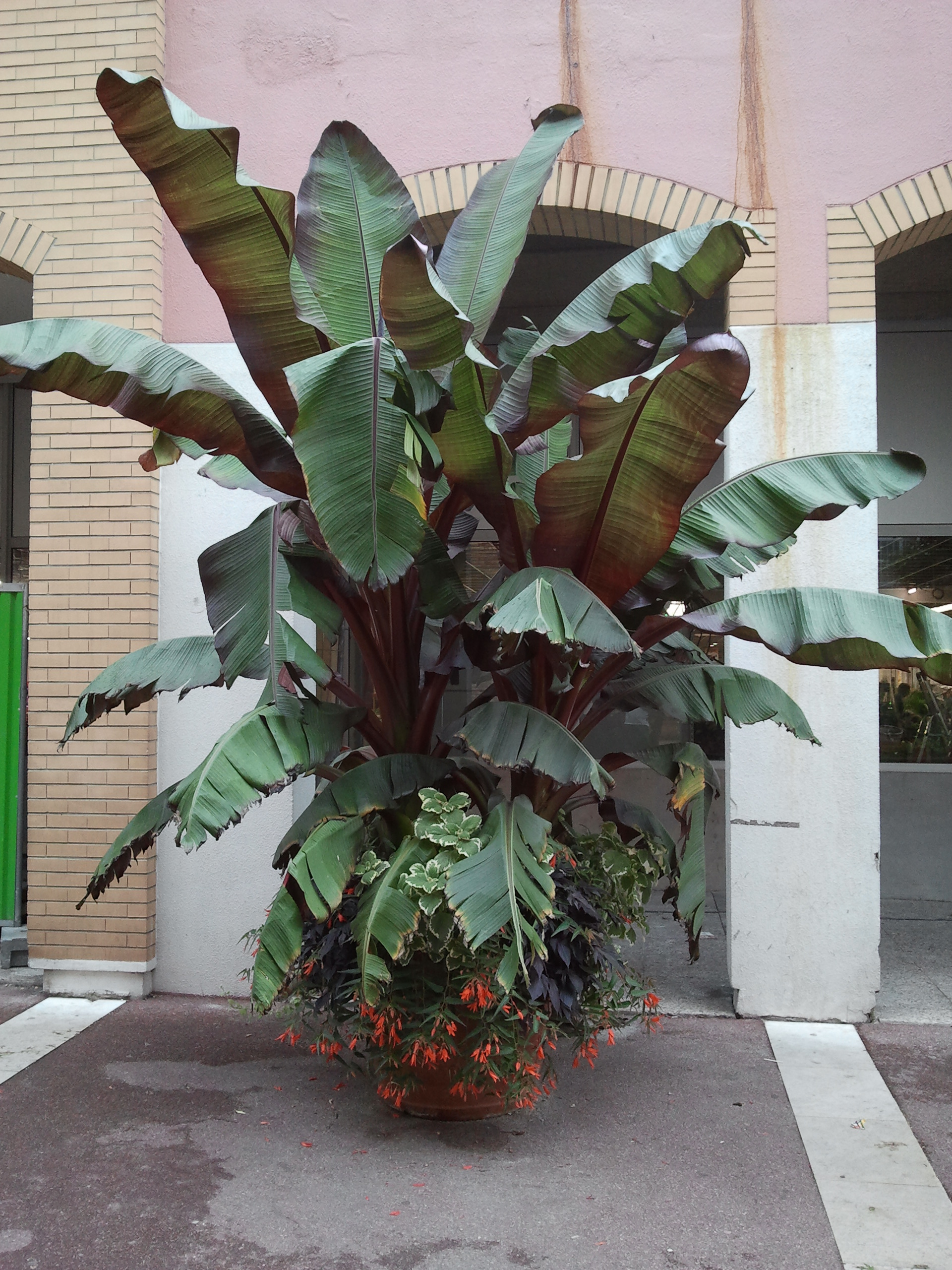
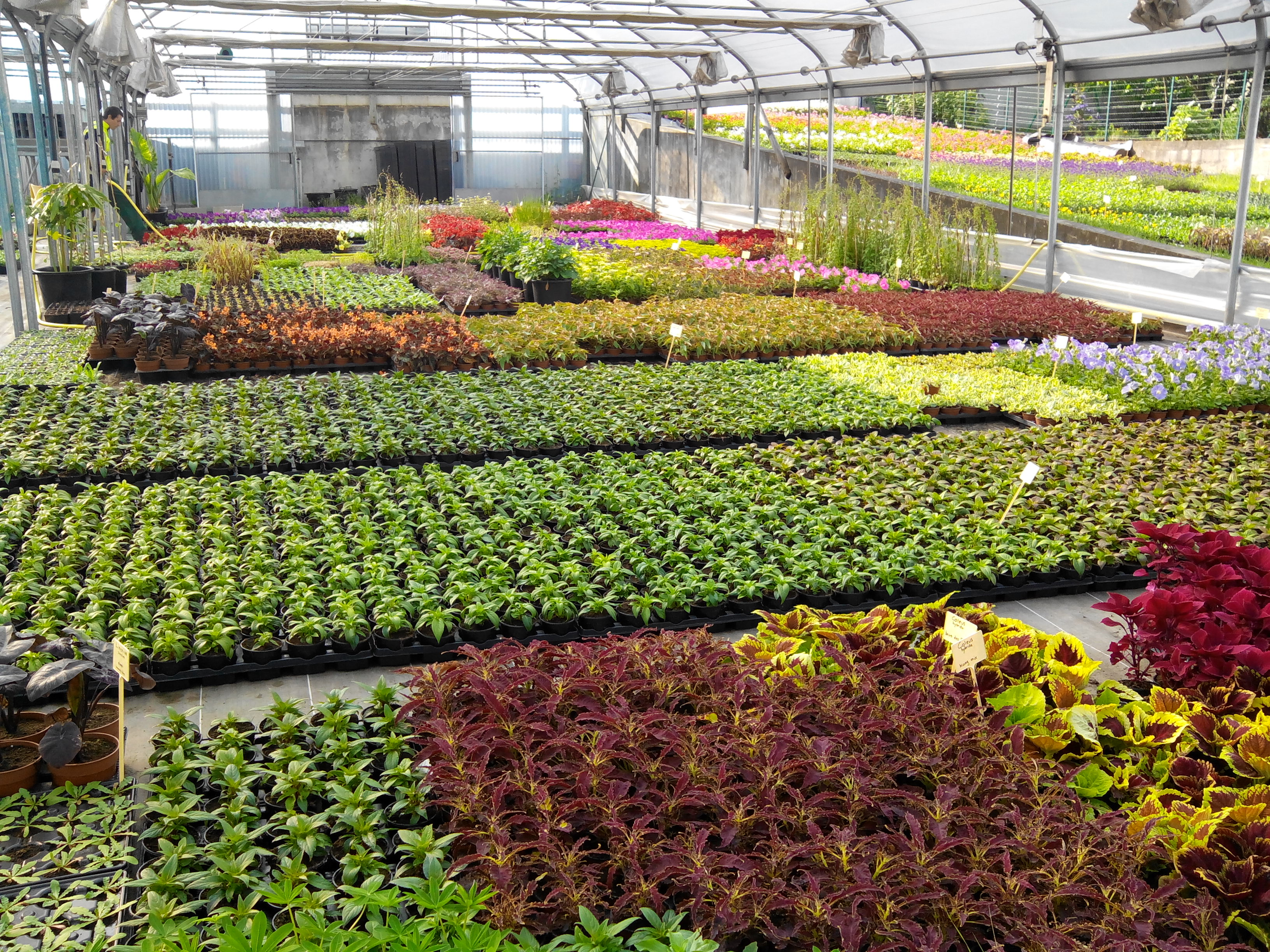
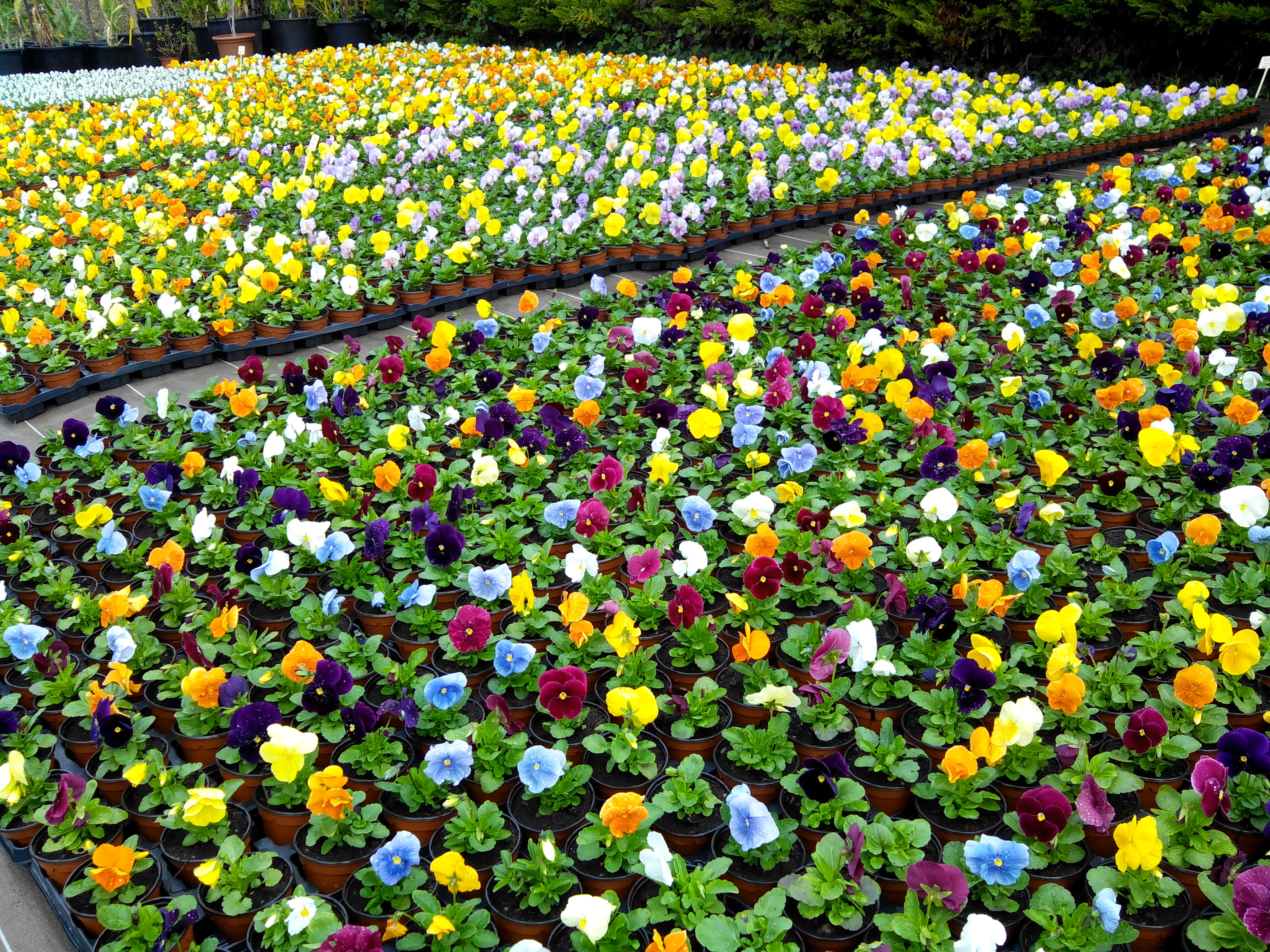

Il existe aussi deux jardins partagés :
- le jardin partagé du Coteau ;
- le jardin partagé de la Plaine.

### Fontaines et rivière
- Sur le parcours de la Bièvre recouverte suivant les tronçons en 1900, 1910 et au début des années 1950 pour cause d'insalubrité, la promenade piétonne des "Rives de Bièvre" est aménagée depuis le 21 octobre 2006.
- La fontaine couverte ou Pezée
- La Ninfe Bièvre
- La fontaine Gallieni : anciennement située place Gambetta.
- La fontaine Léon-Blum
- La fontaine place Jacques-Carat
- La fontaine du 8-Mai-1945

### Les Aqueducs
Voir aussi Aqueducs d'Arcueil et de Cachan.

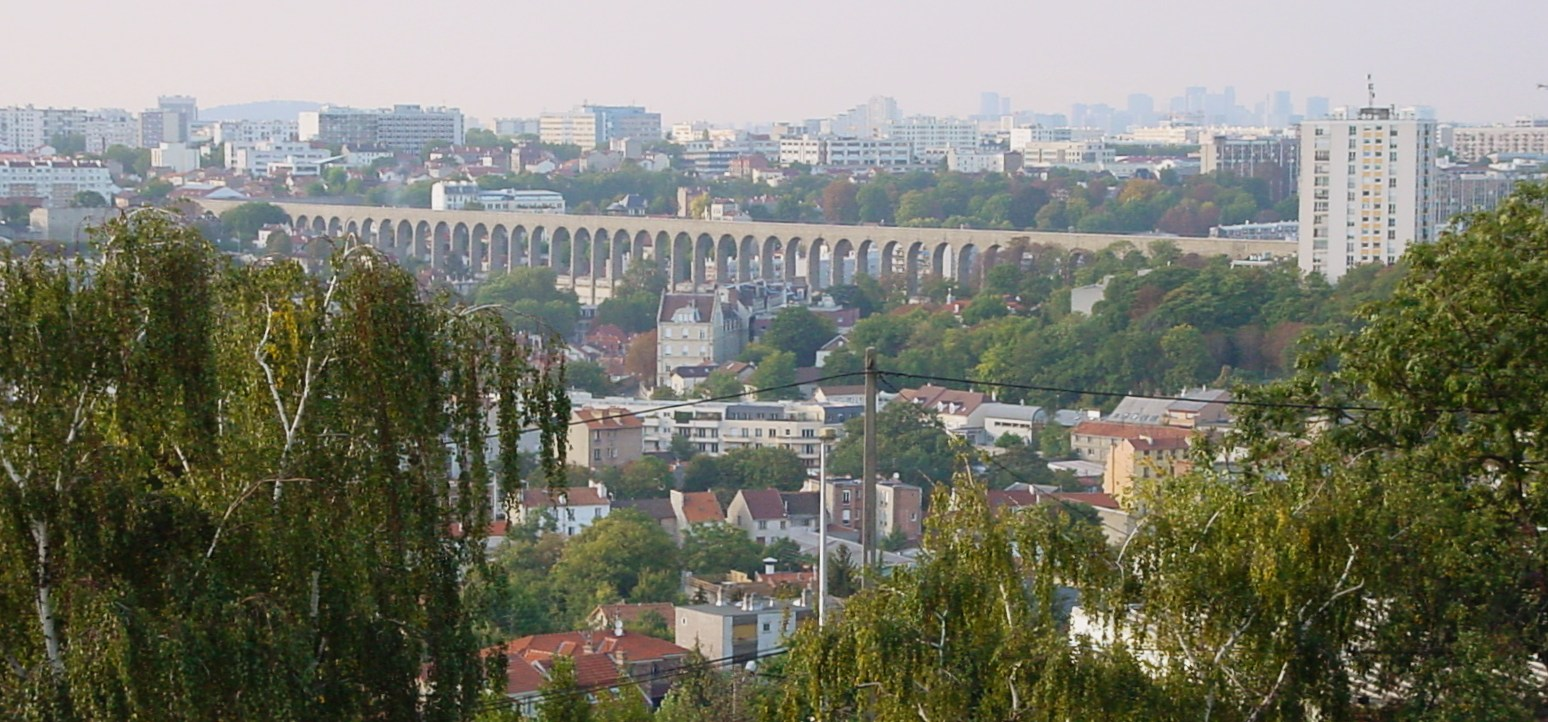
Aqueduc de la Vanne vu depuis le jardin panoramique départemental.

Cachan en possède quatre dont deux qui alimentent Paris en eaux :
- L'aqueduc gallo-romain (vestiges), qui approvisionnait les thermes romains de Lutèce,
- L'aqueduc Médicis, construit sur ordre de Marie de Médicis à partir de 1613 pour alimenter son château et jardin du Luxembourg (actuel Sénat), les congrégations religieuses et les fontaines de Paris;
- L’aqueduc de la Vanne, dont le pont-aqueduc est une imposante surélévation de la fin du XIXe siècle construite par l'ingénieur Eugène Belgrand ;
- L'aqueduc du Loing et du Lunain.

### Monuments classés ou inscrits

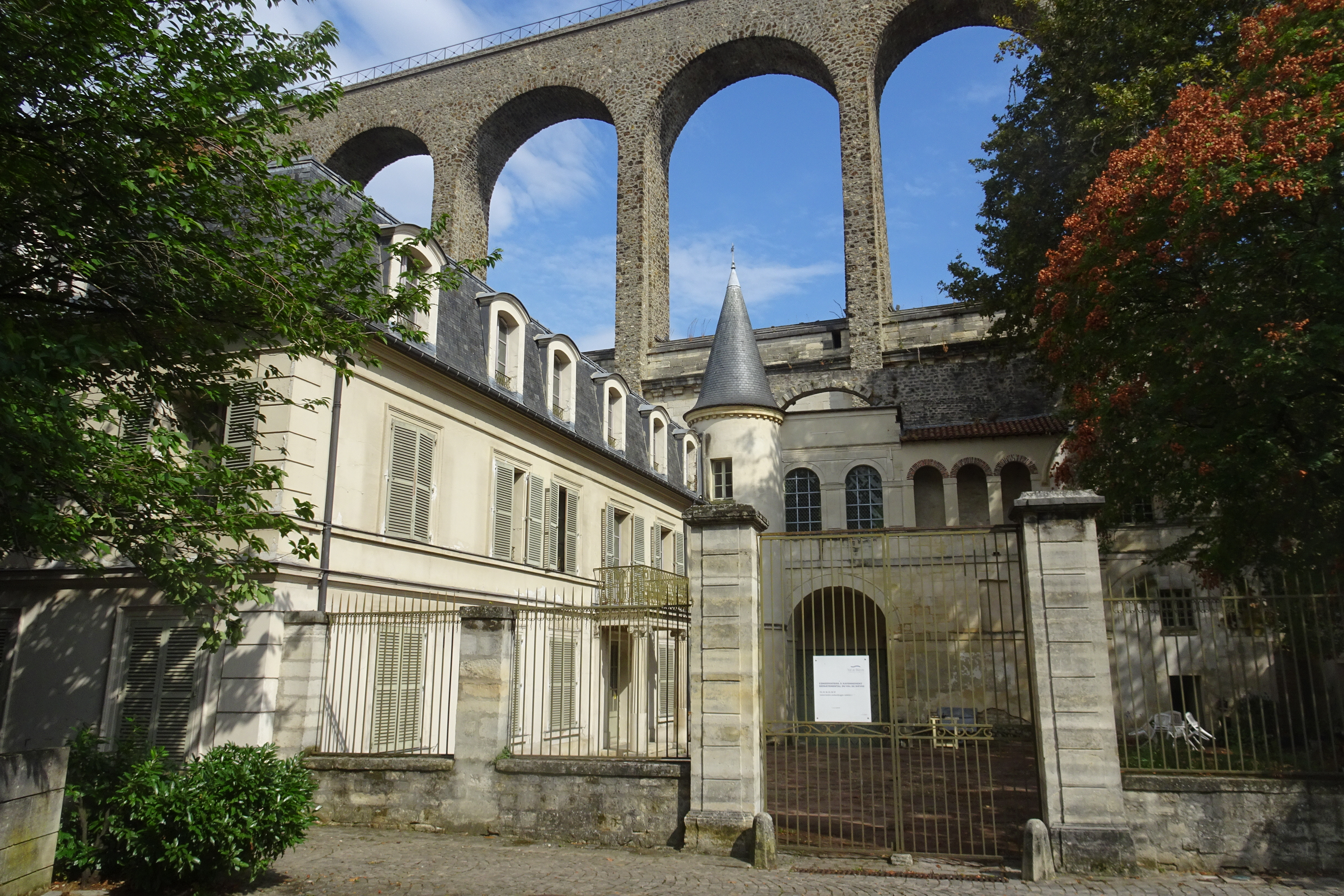
Château des Arcs (façade sud).

- Les restes de l'aqueduc gallo-romain classés en 1862
- Château des Arcs dit Fief des Arcs, dit château de Provigny, dit maison Renaissance ; construit sur les vestiges de l'aqueduc gallo-romain, classé en 1875[85],[86]
- Demeure dite fondation Raspail, inscrite le 6 mars 1933[87]
- Aqueduc des Eaux de Rungis, classé le 26 février 1991[88],[89]
- Les regards X, XI, XII, de l'ancien aqueduc des eaux de Rungis ou aqueduc Médicis, inscrits à l'inventaire le 26 février 1988[88]
- Maison Eyrolles, inscrite le 6 janvier 1997[90]
- École supérieure dite école spéciale des Travaux publics, inscrite en 1997[91]
- Hôtel de ville de Cachan, inscrit le 11 mars 2002[92]
- Le pont-aqueduc de la Vanne inscrit à l'inventaire en 1998

### Sites remarquables
- Le cimetière municipal abritant plusieurs tombes notables ;
- Les trois ponts-aqueducs ;
- Le conservatoire départemental de musique, de danse, et d'art dramatique (au sein du château des Arcs).

### Patrimoine culturel
- Une médiathèque et ses deux bibliothèques décentralisées.
- Le théâtre municipal et sa galerie d'art contemporain.
- Le cinéma "La Pléiade" : complexe de trois salles d'exclusivité, géré par la société UGC, et possédant le label "Art et Essai".
- L'École nationale de musique, de danse et d'art dramatique (au sein du Château des Arcs).
- DIMADO au Mini Club du Coteau (angle rue Gaston Audat/Étienne Dolet) Club de loisirs de la ville de Cachan, pour les collégiens et lycéens.

### Personnalités liées à la commune
Nées au XIXe siècle
- Benjamin Raspail (1823–1899) - Peintre et député, mort à Cachan.
- Léon Eyrolles (1861–1945) - Ingénieur et fondateur de l'École spéciale des travaux publics, du bâtiment et de l'industrie (ESTP), maire de Cachan de 1929 à 1944.
- Marcel Lecoultre (1867-1942), peintre-illustrateur, mort dans cette ville où il résidait depuis 1914.
- Robert Wlérick (1882-1944) - Sculpteur, avait ses ateliers à Cachan.
- Geer Van Velde (1888-1977) - Peintre, son atelier existe toujours, dans le quartier du Coteau.
- Henry Poulaille (1896-1980) - Écrivain libertaire français, mort à Cachan.

Nées au XXe siècle
- Raymond Martin (1910–1992) - Membre de l'Académie des beaux-arts de l'Institut de France, mort à Cachan.
- Joseph Archepel (° 1925) - Peintre verrier, installe son atelier à Cachan en 1955.
- Félix Marten (1919-1992) - Acteur, réalisateur et chanteur français, inhumé à Cachan.
- René-Louis Lafforgue (1928-1967) - Chanteur de music-hall, réfugié à Cachan à la suite de la guerre civile espagnole, où il est inhumé.
- Pierre Mauroy (1928-2013) - Premier ministre, élève à l'École normale nationale d'apprentissage (ENNA) de Cachan.
- Marie-Noëlle Lienemann (°1951) - Secrétaire d'État au Logement (gouvernements de Pierre Bérégovoy et de Lionel Jospin), élève à l'ENSET Cachan.
- Jacques Maisonrouge (en) (1924-2012) - Homme d'affaires français, né à Cachan, devenu président du conseil d'administration d'IBM World Trade Corporation.
- Jacques Monory (1924-2018) - Peintre français. [pourquoi ?]
- Julio Le Parc (°1928) - Sculpteur et peintre. [pourquoi ?]
- Gontran Guanaes Netto (1933-2017) - Peintre brésilien, mort à Cachan.
- Sébastien Japrisot (1931–2003) - Écrivain, a vécu dans cette commune entre 1959 et 1963.
- André Desguine (1902-1981) - Historien local, bibliophile, il a légué 52 000 livres au département des Hauts de Seine (fonds Desguine[93]).
- Maurice Rajsfus (1928-2020) - Historien et journaliste, résident à Cachan sur la fin de sa vie[94].
- Jacques Carat - Maire de Cachan de 1953 à 1998, il a profondément marqué l'histoire de sa ville.

Né le 21 septembre 1919 à Paris, enfant d'une famille modeste venue de Lituanie qui s’installe à Cachan en 1934, il est passionné de littérature et de théâtre. Mobilisé en 1940, prisonnier de guerre en Allemagne, il adhère à La section française de l'Internationale ouvrière (SFIO) à son retour de captivité, en 1945. Jacques Carat devient secrétaire de rédaction puis rédacteur en chef de la revue littéraire « Preuves ». Son activité journalistique ne prendra fin qu'en 1969, lorsque ses mandats de sénateur, maire et conseiller général ne lui en laisseront plus la disponibilité. Militant socialiste et européen convaincu, Jacques Carat se voulait proche de ceux qui l'avaient élu. Les projets menés pour la ville témoignent d'une vision éclairée et humaniste de sa ville. Jacques Carat s'est éteint le 19 mars 2009, onze ans après avoir quitté ses fonctions municipales. Le théâtre de Cachan porte son nom.

### Cachan dans les arts
- 1969 : Dernier Domicile connu, film de José Giovanni[pourquoi ?] ;
- 2001 : Le Fabuleux Destin d'Amélie Poulain, dont une scène est tournée au 6, rue du Chemin-de-Fer (cette propriété en pierre meulière est d'ailleurs surplombée par l'aqueduc de la Vanne, également visible dans le film)[96] ;
- 2008 : Go Fast, dont une scène est tournée à la piscine de Cachan ;
- 2017 : Comme des Rois, avec Kad Merad[pourquoi ?].

### Héraldique, logotype et devise
| Blason de Cachan | Les armes de Cachan se blasonnent ainsi : Écartelé : au premier et au quatrième d'azur semé de fleurs de lys d'or, au deuxième et au troisième d'argent à l'aigle bicéphale au vol abaissé de sable, becquée, membrée et armée de gueules, au bâton du même brochant sur le tout. |

## Pour approfondir